# Manuel Belgrano
Manuel José Joaquín del Corazón de Jesús Belgrano y González (Buenos Aires, 3 de juny de 1770 – Buenos Aires, 20 de juny de 1820), conegut com a Manuel Belgrano, va ser un intel·lectual, economista, periodista, polític, advocat i militar riuplatenc de destacada actuació en l'actual Argentina, el Paraguai i l'Alt Perú durant les dues primeres dècades del segle xix.
Va participar en la defensa de Buenos Aires, capital del Virregnat del Rio de la Plata, en les dues Invasions britàniques (1806 i 1807), i va promoure l'emancipació d'Hispanoamèrica respecte d'Espanya donant suport a les aspiracions de la princesa Carlota Joaquima en la regió, tot i que sense èxit. Va ser un dels principals patriotes que van impulsar la Revolució de Maig que va destituir al virrei Baltasar Hidalgo de Cisneros i va crear la Primera Junta, que va reemplaçar al govern i que va es integrar com a vocal. Va lluitar en la Guerra d'Independència de l'Argentina contra els exèrcits reialistes. Va ser el cap de l'expedició militar que la junta de Buenos Aires va enviar al Paraguai. Posteriorment va participar en la signatura del tractat del 12 d'octubre de 1811. Va ser també cap d'una de les Expedicions alliberadores de la Banda Oriental.
En 1812 va crear la bandera de l'Argentina en l'actual ciutat de Rosario, Argentina.
Com general de l'Exèrcit del Nord, va tenir al seu càrrec la Segona Campanya Auxiliadora a l'Alto Perú, dirigint l'Èxode Jujeny i comandant les victòries dels revolucionaris a la batalla de Tucumán i en la de Salta, encara que després va ser derrotat pels reialistes. Durant el Directori va tenir gran influència en el Congrés de Tucumán, que va declarar la Independència de les Províncies Unides en Sud-amèrica, projectant vanament l'establiment d'una monarquia constitucional dirigida per un noble Inca. Així mateix, va comandar les tropes nacionals que van participar en la guerra civil contra els cabdills del litoral.
Una de les seves principals preocupacions va ser l'educació del poble; per això va elaborar durant la seva estada a Espanya un pla d'acció amb avançades idees sobre la mateixa.

## Trajectòria

### Naixement i família

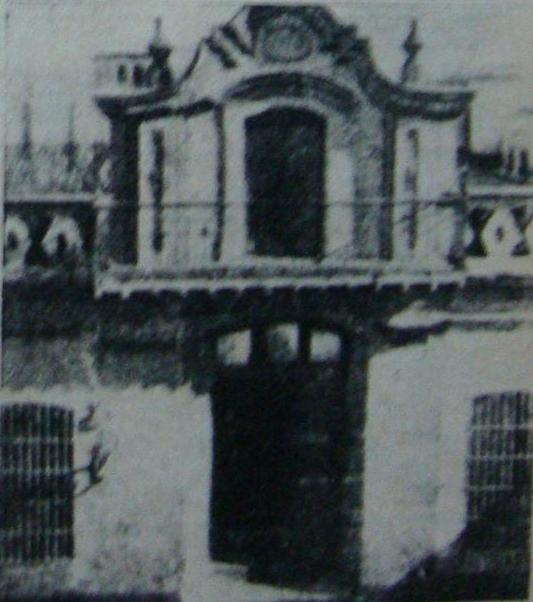
La casa de Manuel Belgrano, enderrocada a inicis del

Manuel Belgrano va néixer a Buenos Aires el 3 de juny de 1770, a la casa paterna, en l'actual avinguda Belgrano, 430, a pocs metres del Convent de Santo Domingo, i va ser batejat a l'endemà pel sacerdot Juan Baltasar Maciel y Lacoizqueta a la catedral de Buenos Aires.
La mare de Manuel Belgrano era Maria Josefa González Casero, nascuda a la ciutat de Buenos Aires, de família procedent de Santiago del Estero i, segons el genealogista Narciso Binayán Carmona, era descendent del conqueridor, explorador i colonitzador espanyol Domingo Martínez de Irala (1509-1556); els seus avantpassats tenien un remot origen mestís guaraní, que compartia amb molts pròcers de l'època de la Independència i amb grans personatges paraguaians i argentins.
El seu pare, Domenico Belgrano Peri, o bé Domingo Belgrano y Pérez, tal com signava, era d'origen italià, oriünd d'Oneglia, Ligúria. Era un comerciant autoritzat pel rei d'Espanya per traslladar-se a Amèrica i havia arribat a Buenos Aires en 1754. Va figurar entre els comerciants opulents que es van obstinar a assolir l'establiment del Consolat de Buenos Aires, del qual Manuel anava a ser el seu secretari; el fet que la seva família tingués com a cap a un ligur va fer que la família Belgrano, a diferència de les típiques famílies d'origen espanyol del seu temps, estigués exempta d'un fort patriarcat i que els Belgrano posseïssin més llibertat d'acció; això va possibilitar una major amplitud d'activitats i de criteris que va tenir el seu màxim exponent en Manuel Belgrano. Però en 1788, Domingo es va veure embolicat en un procés judicial per considerar-li còmplice en la fallida d'un funcionari reial de la Duana. El virrei Loreto va ordenar la seva presó i la confiscació de tots els seus béns. Hi va haver un llarg procés judicial que Manuel es va ocupar de seguir atentament per poder ajudar el seu pare. Finalment, el gener de 1794, sent ja virrei Arredondo, una sentència li va restituir la plena llibertat dels seus drets i el gaudir dels seus béns, absolent-lo de culpa i càrrec, però la fortuna familiar va quedar fortament minvada i va morir al setembre de 1795, just poc temps després que el seu fill Manuel tornés d'Espanya.
Va tenir dos germans que es van destacar com a patriotes: Francisco i Joaquín Belgrano.

### La seva estada en Europa

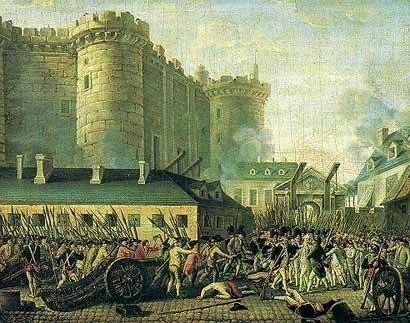
La Revolució francesa va ser un important tema de discussió a Europa durant la permanència de Manuel Belgrano

Va estudiar primerament en el Real Colegio de San Carlos (antecedent de l'actual Colegio Nacional de Buenos Aires). Entre 1786 i 1793 va estudiar Dret a les universitats espanyoles de Salamanca i Valladolid, on es va graduar com a Batxiller en Lleis, amb medalla d'or, als 18 anys en la Cancelleria de Valladolid, dedicant especial atenció a l'economia política. Per tal motiu, va ser el primer president de l'Acadèmia de Pràctica Forense y Economia Política en Salamanca.
Durant la seva estada va aconseguir un èxit destacable i prestigi que li va permetre obtenir del Papa Pius VI una autorització per llegir tota classe de literatura prohibida. Aquesta concessió es va atorgar «... en la forma més àmplia perquè pogués llegir tot gènere de llibres condemnats encara que fossin herètics», amb l'única excepció de les obres obscenes. D'aquesta manera va tenir accés als llibres de Montesquieu, Jean-Jacques Rousseau i Filangieri; així com va poder imbuir-se de les tesis fisiocràtiques de François Quesnay. També va llegir als escriptors espanyols de tendència il·lustrada, com Gaspar Melchor de Jovellanos i Pedro Rodríguez de Campomanes.
Va seguir els esdeveniments de la Revolució Francesa de 1789, que li van influir fins al punt de fer-li adoptar, com a José de San Martín, l'ideari revolucionari de finals del segle xviii. A partir del mateix, tots dos van orientar el seu acompliment en la vida política cap a les necessitats fonamentals de tot poble: sobirania política, econòmica i possessió dels territoris que exploten a partir de la feina. Tant Belgrano com San Martín van ser ferms creients en el desenvolupament a partir de les indústries, la producció i el comerç de béns dins d'un marc just que beneficiï a la Pàtria i el poble en el seu conjunt.
Belgrano es va envoltar de l'elit intel·lectual d'Espanya, i en aquell moment es discutia en gran manera la recent Revolució francesa. Els qüestionaments al dret diví dels reis, els principis d'igualtat, fraternitat i llibertat, i l'aplicació universal de la Declaració dels Drets de l'Home i del Ciutadà estaven en boca de tots. En aquests cercles es considerava imperiós refundar la nació sota principis similars, i els que no estaven d'acord eren titllats de tirans i partidaris d'idees antigues i desprestigiades. Anys més tard escriuria en la seva autobiografia:
| «                 | (castellà) Como en la época de 1789 me hallaba en España y la revolución de Francia hiciese también la variación de ideas y particularmente en los hombres de letras con quienes trataba, se apoderaron de mí las ideas de libertad, igualdad y fraternidad, y sólo veía tiranos en los que se oponían a que el hombre, fuere donde fuese, no disfrutase de unos derechos que Dios y la naturaleza le habían concedido, y aún las mismas sociedades habían acordado en su establecimiento directa o indirectamente. | (català) Com en l'època de 1789 em trobava a Espanya i la revolució de França fes també la variació d'idees i particularment en els homes de lletres amb qui tractava, es van apoderar de mi les idees de llibertat, igualtat i fraternitat, i només veia tirans en els que s'oposaven a que l'home, sigui on sigui, no gaudís d'uns drets que Déu i la naturalesa li havien concedit, i encara les mateixes societats havien acordat en el seu establiment directament o indirectament. | » |
| — Manuel Belgrano | | |   |

Així mateix es va dedicar a l'estudi de les llengües vives, l'economia política i el dret públic.
De retorn al Virregnat del Rio de la Plata, potser a través del seu cosí Juan José Castelli es va interessar pel pensament de Francisco Suárez, que declarava que el poder dels governs esdevé de Déu a través del poble.

### El Consolat de Comerç de Buenos Aires
Belgrano va ser nomenat Secretari «Perpetu» del Consolat de Comerç de Buenos Aires el 2 de juny de 1794, i uns mesos després va tornar a Buenos Aires. Va exercir aquest càrrec fins a poc abans de la Revolució de Maig, en 1810. En aquest càrrec s'ocupava de l'administració de justícia en plets mercantils i de fomentar l'agricultura, la indústria i el comerç. En no tenir llibertat per a realitzar grans modificacions en altres àrees de l'economia, va concentrar gran part dels seus esforços a impulsar l'educació. A Europa, el seu mestre Campomanes li havia ensenyat que l'autèntica riquesa dels pobles es trobava en la seva intel·ligència i que el veritable foment de la indústria es trobava en l'educació.

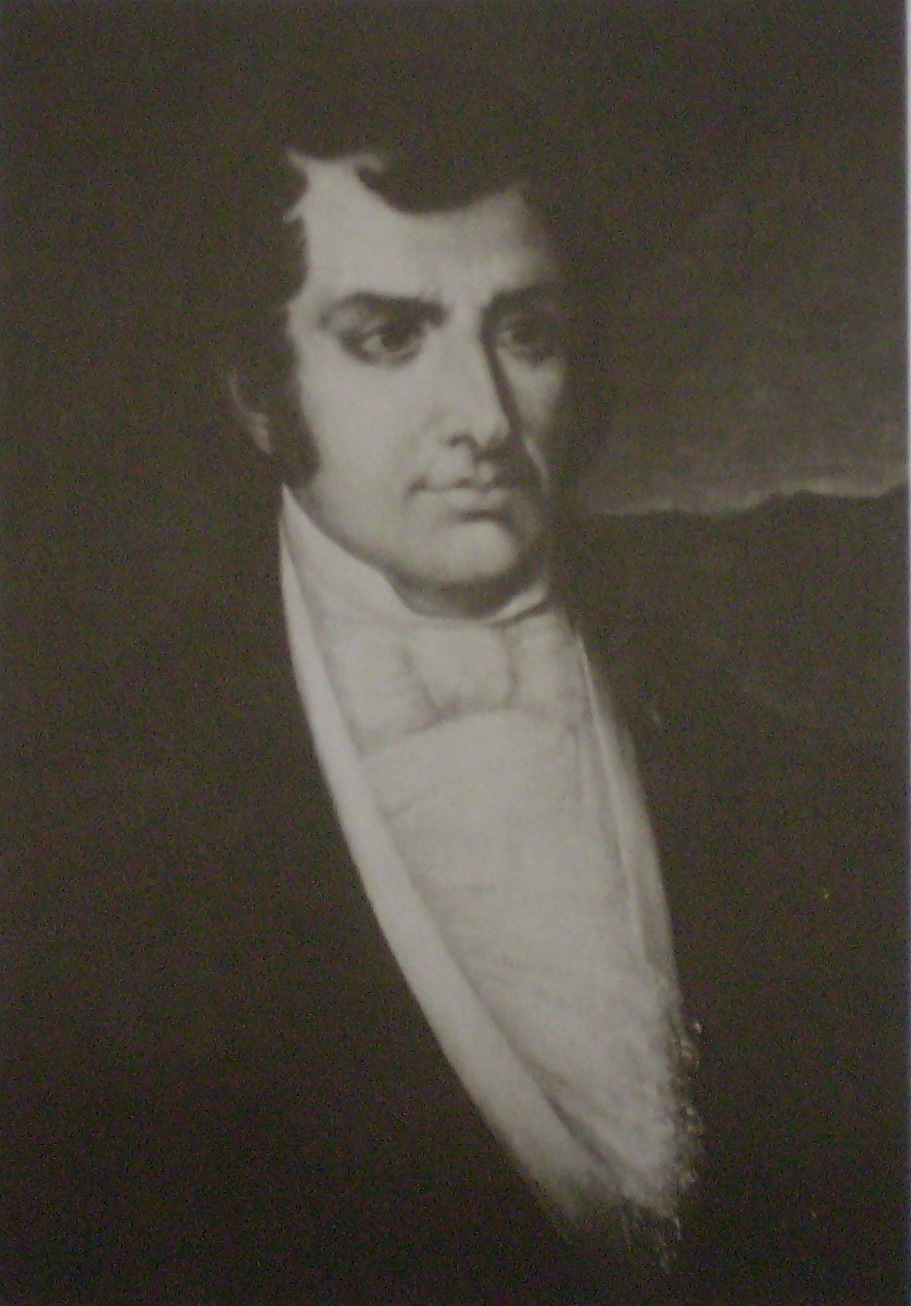
Juan José Castelli, cosí de Manuel Belgrano.Tots dos van compartir les tasques al Consolat de Comerç de Buenos Aires i en el periodisme

Durant la seva gestió va estar gairebé en permanent conflicte amb els vocals del Consolat, tots ells grans comerciants amb interessos en el comerç monopolista amb Cadis. Any rere any va presentar informes amb propostes influenciades pel lliurecanvisme que, en general, van ser rebutjades pels vocals. Belgrano sostenia en aquells dies que: 
| « | El comerciant ha de tenir llibertat per comprar on més li acomodi, i és natural que ho faci on se li proporcioni el gènere més barat per poder reportar més utilitat. | » |

De totes maneres va obtenir alguns èxits importants, com la fundació de l'Escola de Nàutica i l'Acadèmia de Geometria i Dibuix. Belgrano, a través del Consolat, també va advocar per la creació de l'Escola de Comerç i la d'Arquitectura i Perspectiva. La seva motivació per fundar l'escola de comerç radicava que considerava que la formació era necessària perquè els comerciants obressin en funció del creixement de la pàtria. Amb les escoles de Dibuix i Nàutica es pretenia fomentar en els joves l'exercici d'una professió honrosa i lucrativa. Aquestes últimes funcionaven en un mateix local, contigu al consolat, de manera que Belgrano pogués observar i inspeccionar el seu desenvolupament. Aquestes escoles van operar durant tres anys i van ser tancades en 1803 per ordre de la Corona Espanyola, en particular del ministre Manuel Godoy, que les considerava un luxe innecessari per a una colònia. Belgrano opinava que l'impuls educatiu «no podia menys que disgustar els que fundaven el seu interès en la ignorància i l'abatiment de les seves naturals».
La seva iniciativa va ajudar a la publicació del primer periòdic de Buenos Aires, el Telégrafo Mercantil, dirigit per Francisco Cabello y Mesa, i en el qual col·laboraven Belgrano i Manuel José de Lavardén. Va deixar d'aparèixer a l'octubre de 1802, després de publicar uns 200 números, després de diversos problemes amb les autoritats virreinals, que veien amb mals ulls les tímides crítiques allà publicades i l'estil informal de les sàtires i crítiques de costums.
També va col·laborar en el Semanario de Agricultura, Indústria y Comercio, dirigit per Hipólito Vieytes. Allà explicava les seves idees econòmiques: promoure la indústria per exportar el superflu, prèvia manufacturació; importar matèries primeres per a manufacturar; no importar el que es pogués produir al país ni mercaderies de luxe; importar només mercaderies imprescindibles; reexportar mercaderies estrangeres; i posseir una marina mercant.
Ja en aquells dies Belgrano es veia afectat per una malaltia contreta a Europa, que el va obligar a prendre llicències de diversos mesos en el Consolat i va motivar també que recomanés a la Cort al seu cosí, Juan José Castelli, de principis similars, com possible substitut. L'oposició dels comerciants espanyols va demorar la designació de Castelli fins a 1796.

### Les invasions britàniques
Belgrano va ser designat capità de les milícies urbanes de Buenos Aires en 1797 pel virrei Pedro de Melo. Treballava en aquells dies en el Consolat i no tenia un interès genuí en desenvolupar cap carrera militar. En la seva autobiografia va declarar el següent:
| «                 | (castellà) Si el virrey Melo me confirió el despacho de capitán de milicias urbanas de la capital, más bien lo recibí para tener un vestido más que ponerme, que para tomar conocimientos en semejante carrera. | (català) Si el virrei Melo em va conferir el despatx de capità de milícies urbanes de la capital, més aviat el vaig rebre per tenir un vestit més que posar-me, que per prendre coneixements en semblant carrera. | » |
| — Manuel Belgrano | | |   |

El virrei Rafael de Sobremonte li va encarregar la formació d'una milícia en previsió d'algun atac anglès, però no va prendre l'encàrrec molt seriosament. Això el va portar a la seva primera participació en un conflicte armat, quan el 25 juny 1806 va desembarcar una expedició de 1600 soldats britànics sota el comandament de William Carr Beresford, la qual cosa va iniciar les Invasions britàniques.
Belgrano va marxar cap al fort de Buenos Aires tot just va escoltar l'alarma general, on va reunir nombrosos homes per enfrontar la invasió. Sense coneixements de milícia, van marxar desordenadament cap a Riachuelo. Després d'una única canonada anglesa, va haver d'obeir les indicacions del seu cap de comandament i ordenar la retirada. Més tard escriuria: «Mai vaig sentir més haver ignorat fins als rudiments de la milícia».
Després de prendre la ciutat, els anglesos van exigir a totes les autoritats que prestessin jurament de lleialtat. El Consolat en ple va accedir a la demanda anglesa, exceptuant a Belgrano que va sostenir que «Volem a l'antic amo, o a cap». Es va exiliar de Buenos Aires i va buscar refugi a la capella de Mercedes, en la Banda Oriental.
Els anglesos van ser expulsats per una expedició organitzada per Santiago de Liniers, encara que s'esperava que aquests intentarien atacar novament la ciutat. Belgrano va tornar després de la reconquesta i es va unir a les forces que organitzava Liniers. Va ser nomenat sergent major del Regiment de Patricis, a les ordres de Cornelio Saavedra, i va aprofundir els seus estudis de tàctica militar. Després de tenir conflictes amb altres oficials, Belgrano va renunciar al càrrec de sergent major i es va posar a les ordres de Liniers. Durant el combat que va tenir lloc poc després, va servir com a ajudant de camp d'una de les divisions de l'exèrcit al comandament del coronel Balviani. Després de la reeixida resistència de Buenos Aires, va tornar a fer-se càrrec del Consolat i va deixar novament els estudis militars.

### El carlotisme

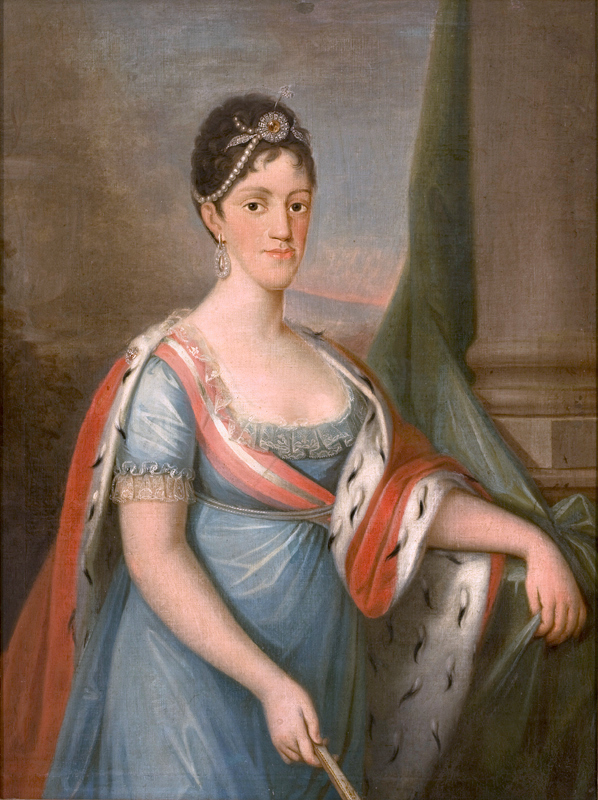
Carlota Joaquima d'Espanya

Si bé en el fàctic Belgrano va ser sempre un cabal demòcrata, les conjuntures històriques el van forçar a ser regalista o monàrquic contra els reialistes procolonialistas.
Belgrano va ser el fundador en el Virregnat del Riu de la Plata del corrent anomenat carlotisme. Davant l'arribada de notícies que la metròpoli havia estat ocupada per l'exèrcit francès i que el rei Ferran VII estava pres en França, esperava poder suplantar-lo, almenys per a aquest Virregnat, per la infanta Carlota Joaquima, germana del rei deposat i resident en aquesta època a Rio de Janeiro. També el marquès de Casa Pizarro, Ramón García de León y Pizarro, pensava que això seria positiu per al Virregnat del Riu de la Plata, donades les circumstàncies d'Espanya enfront del poder del rei José Bonaparte. La seva idea era guanyar més autonomia, i potser la independència, a través de la figura de la infanta. Va mantenir una nodrida correspondència amb ella i va unir al seu moviment a molts destacats independentistes, com Castelli, Vieytes, Nicolás Rodríguez Peña, Juan José Paso, Miguel Mariano de Villegas.
Però la seva teoria xocava de front amb la realitat: la Infanta era l'esposa del regent i príncep hereu de Portugal, que d'aquesta manera hauria estès les seves colònies, absorbint el Virregnat del Riu de la Plata. D'altra banda, les idees polítiques de Carlota Joaquima eren absolutistes i mai hauria permès que sota la seva corona s'instal·lés cap forma d'autonomia. El partit carlotista va aconseguir tenir bastant influència, però mai va arribar a posar en perill el Virregnat del Riu de la Plata. Al començament de 1810, el projecte carlotista havia fracassat, encara que el partit de Belgrano seguia funcionant com a centre de conspiracions independentistes.
Va convèncer el nou virrei, Baltasar Hidalgo de Cisneros, d'editar un altre diari, el Correo de Comercio, i amb l'excusa de discutir les seves edicions, promovia reunions en què es planejaven les accions del seu grup polític. El seu nom públic era la Sociedad Patriótica, Literaria y Econòmica.
Va donar suport a l'obertura al comerç internacional del port de Buenos Aires, que va ser ordenada pel virrei Cisneros, en part pressionat per la famosa Representació dels Hisendats, escrita per Mariano Moreno, però aparentment basada en les idees de Belgrano.
L'abril del 1810, va renunciar al seu càrrec en el Consolat.

### La Revolució de Maig i la Primera Junta de Govern
A principis de maig de 1810, Belgrano va ser un dels principals dirigents de la insurrecció que es va transformar en la Revolució de Maig. En aquesta, la seva actuació va ser central, tant personalment com en el seu paper de cap del carlotisme. Va participar en el cabildo obert del 22 de maig i va votar pel reemplaçament del Virrey per una Junta, que va ser la proposta vencedora. El 25 de maig, va ser elegit vocal de la Primera Junta de Govern, embrió del primer govern argentí, juntament amb altres dos carlotistes: Castelli i Paso.
Va continuar dirigint i editant el Correo de Comercio, en el qual va expressar: 
| «                 | (castellà) Que no se oiga ya que los ricos devoran a los pobres, y que la justicia es sólo para los ricos. | (català) Que no se senti ja que els rics devoren als pobres, i que la justícia és només per als rics. | » |
| — Manuel Belgrano | | |   |

Belgrano era el membre de la Junta amb més experiència política, i el més relacionat: la major part dels funcionaris nomenats pel nou govern ho van ser per consell seu. Va dirigir per un curt període l'ex-partit carlotista, però ràpidament el control del grup, i en certa manera del govern, va passar a Mariano Moreno.
| «                 | (castellà) Mucho me falta para ser un verdadero padre de la patria, me contentaría con ser un buen hijo de ella. | (català) Molt em falta per ser un veritable pare de la pàtria, m'acontentaria amb ser un bon fill d'ella. | » |
| — Manuel Belgrano | | |   |

### Expedició militar a la província del Paraguai
Encara que no era militar professional, la Primera Junta va nomenar a Belgrano comandant de l'expedició militar a la província del Paraguai. Diu al respecte en la seva autobiografia escrita en 1814:
| «                 | (castellà) Me hallaba de vocal de la Junta Provisoria cuando en el mes de agosto de 1810, se determinó mandar una expedición al Paraguay. La Junta puso las miras en mí para mandarme con la expedición auxiliadora, como representante y general en jefe de ella; admití porque no se creyese que repugnaba los riesgos, que sólo quería disfrutar de la Capital, y también porque entreveía una semilla de desunión entre los vocales mismos, que yo no podía atajar, y deseaba hallarme en un servicio activo, sin embargo de que mis conocimientos militares eran muy cortos. | (català) Em trobava de vocal de la Junta Provisòria quan en el mes d'agost de 1810, es va determinar manar una expedició al Paraguai. La Junta va posar les mires en mi per enviar-me amb l'expedició auxiliadora, com a representant i general en cap d'ella; vaig admetre perquè no es cregués que repugnava els riscos, que només volia gaudir de la Capital, i també perquè entreveia una llavor de desunió entre els vocals mateixos, que jo no podia aturar, i desitjava trobar-me en un servei actiu, però que els meus coneixements militars eren molt curts. | » |
| — Manuel Belgrano | | |   |

En les seves campanyes militars va cridar l'atenció la seva frugalitat i la seva manera de vida, equiparable al d'un soldat ras.
Va incorporar al seu exèrcit a alguns paraguaians, tant per la seva capacitat com pels seus contactes: els germans José i Ramon Espínola, fills de José Espínola y Peña, el «vivent més odiat pels paraguaians», tots dos en qualitat d'assistents d'oficials; a José Ildefonso Machain, militar que havia lluitat a Espanya contra Napoleó i membre d'una important família en Asunción, com a segon seu; i al capità d'artilleria Bonifacio Ramos que havia actuat durant les invasions britàniques.

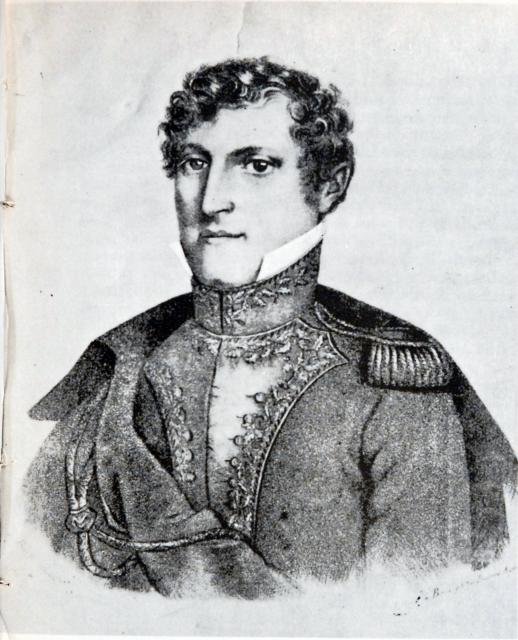
Litografia de Manuel Belgrano

Després de travessar el riu Paranà prop de Candelaria i ocupar el lloc d'observació de Campichuelo va avançar cap a Asunción, però va ser detingut i derrotat el 19 de gener de 1811 en Paraguarí. En la seva retirada va intentar sostenir-se en el riu Tacuarí on va lliurar la batalla de Tacuarí el 9 març 1811, on va ser novament derrotat. Després de capitular es va retirar cap a Candelaria, donant per acabada l'expedició militar al Paraguai. Independentment d'aquesta derrota, el 7 de març, en Buenos Aires, la Junta ja havia determinat que havia de donar per finalitzada la campanya a la província del Paraguai, repassar el riu Paraná i dirigir-se cap al sud, a l'Arroyo de la China (actualment Concepción del Uruguay).
En el posterior intercanvi de notes amb Manuel Atanasio Cabañas, Belgrano no va aconseguir convèncer-lo de la necessitat que la província del Paraguai «s'uneixi i guardi l'ordre de dependència (de Buenos Aires) determinat per la voluntat sobirana (de Ferran VII)». No obstant això, segons diversos autors, Belgrano hauria aconseguit influir efectivament i eficaçment en l'emancipació d'aquest territori, preparant el terreny ideològic per a la Revolució de maig de 1811, que portaria a la Independència del Paraguai. Aquesta suposada influència ha estat qüestionada per altres historiadors, tant argentins com paraguaians; entre els primers, Vicente Fidel López va escriure: «Nosaltres no podem participar de l'entusiasta llegenda amb què s'ha atribuït la revolució del Paraguai a les conferències del general Belgrano amb Cabañas i amb els germans Yegros»; per la seva banda, el paraguaià Blas Garay va afirmar que «Les idees revolucionàries tenien ja obert el camí i constituïen matèria de neguits per al govern [de Velasco] molt abans que Belgrano es comuniqués amb els oficials paraguaians».
En la seva marxa cap al Paraguai, va reunir els pobladors dispersos i va delinear el poble de Nuestra Señora del Pilar de Curuzú Cuatiá, li va fixar la seva jurisdicció territorial guanyant en la disputa que el cabildo de Corrientes tenia amb el de Yapeyú, i el 16 de novembre va ordenar per carta la formalització del poble missioner de Mandisoví (prop de l'actual Federación), atorgant-li àmplia jurisdicció territorial al nord-est de l'actual província d'Entre Ríos, com muralla contra les invasions portugueses, i extrem sud de la província de Corrientes, assegurant l'autoritat del nou govern en la Mesopotàmia argentina. El 30 desembre 1810, va redactar el «Reglamento para el régimen político y administrativo y reforma de los 30 pueblos de las Misiones» (Reglament per al règim polític i administratiu i reforma dels trenta pobles de Misiones), cos legislatiu de trenta articles que Juan Bautista Alberdi va utilitzar posteriorment com una de les bases de la Constitució Nacional de 1853. Aquest Reglament no va ser aprovat per la junta de Buenos Aires.

### Expedició militar a la Banda Oriental
La Junta li va encarregar que es posés al capdavant de l'exèrcit que havia de assetjar i rendir Montevideo, ciutat que estava encara sota el poder dels espanyols, portant com el seu segon cap a José Rondeau. A mitjans d'abril, Belgrano, va nomenar a José Gervasio Artigas Segundo Jefe Interino del Ejército de Operaciones de la Banda Oriental (Segon Cap Interí de l'Exèrcit d'Operacions de la Banda Oriental), segons ho va comunicar a la Junta en el seu ofici datat en Mercedes, el 27 d'abril de 1811. En canvi, La Junta Gran va designar segon cap a Rondeau, qui recentment va arribar a Mercedes a principis de maig. D'acord amb les ordres que havia rebut de la Junta, Belgrano va nomenar a Artigas  Comandante Principal de las Milicias Patrióticas (Comandant Principal de les Milícies Patriòtiques).

### El judici a Belgrano
Produïda la Revolució del 5 i 6 d'abril de 1811, que va permetre al sector moderat saavedrista assegurar el control de la Junta Gran de govern eliminant a la minoria radical morenista, una multitud provinent dels ravals i zones rurals immediates i tropes de les casernes convenientment convocades, va presentar al Cabildo, el mateix 6 d'abril, un petitori dirigit a la Junta on exigien, a la «proposició» nombre tretze: 
| «                                  | Vol el poble que el vocal, Don Manuel Belgrano, general de l'expedició destinada a l'auxili dels nostres germans paraguaians, sigui cridat i comparegui immediatament en aquesta capital a respondre als càrrecs que se li formin | » |
| — Peticiones del 6 d'abril de 1811 | |   |

Belgrano era considerat no només com morenista sinó com un perill potencial en estar al comandament d'un exèrcit d'aproximadament de 3.000 homes en operacions.
El 19 d'abril, la Junta, obeint les proposicions fetes pel «poble» i publicades a la Gazeta Extraordinària del 15 d'abril, «va prevenir» a Belgrano perquè tornés a la capital i deixés el comandament de l'exèrcit a l'oficial a qui «correspongui per la seva ocupació i antiguitat» que «per ara» havia de ser José Rondeau. En la seva resposta del 21 de maig, Belgrano va manifestar obertament la seva ambivalència: «Vaig tenir impulsos d'obeir i no complir l'ordre», va escriure. Finalment va acatar l'ordre perquè no es pensés que ho feia per ambició i no provoca un nou moviment que havia d'evitar enfront dels enemics.
El 6 juny 1811, la Junta va designar com a Jutge Fiscal al coronel Marcos González Balcarce, partidari de Cornelio Saavedra i que, juntament amb altres militars, havia signat el petitori on es demanava el seu judici. La seva missió era formar la causa reunint informació i prenent les declaracions corresponents.
El 20 de juny, setze oficials de l'exèrcit que operaven a la Banda Oriental i que van participar en l'expedició contra la província del Paraguai, van expressar que no havien trobat ningú que tingués alguna queixa contra Belgrano.
El 26 de juny, el fiscal va prendre declaració al coronel Tomás de Rocamora. Les preguntes van versar sobre les causes per les quals no va poder reunir-se amb Belgrano, les forces disponibles i la seva disposició en les diferents batalles i si sabia les causes per les quals van ser separats per Belgrano diversos oficials de l'exèrcit. Referent a això Rocamora va esmentar la fugida dels oficials Juan Mármol i Bertolot de la batalla de Tacuarí juntament amb altres «pròfugs que fugien de l'exèrcit». Sobre aquests fets no li van demanar aclariments.
Dos dies després, el 28 de juny, es va prendre la declaració a Gregorio Perdriel. Les preguntes van ser sobre la marxa des de Bajada, detalls de la batalla de Paraguarí i la posterior retirada, i si el general havia comunicat als oficials l'ordre de la Junta de «no aventurar cap acció sense avantatges conegudes». Perdriel va realitzar una extensa declaració en resposta a les 25 preguntes que se li van fer.
La causa es va paralitzar durant el mes de juliol, però el que més va cridar l'atenció és que en cap moment es va prendre declaració a l'inculpat, sent l'únic que podia aclarir amb testimonis de visu tots els dubtes. A finals d'aquest mes es van rebre diferents oficis provinents dels alcaldes de la ciutat que van manifestar no tenir càrrecs que fer a Belgrano per la seva actuació militar. Tant Tomás José Grigera com els alcaldes van tractar ara de minimitzar la importància del judici explicant que: 
| « | […] l'esperit de l'article 13 de les peticions del 6 d'abril és excitar el govern a que jutgi segons dret al general Belgrano com en les mateixes circumstàncies i casos s'ha practicat tot i que la desgràcia de la pèrdua de les accions de guerra hagin estat inevitables. | » |

Del 3 al 8 d'agost, es van prendre set declaracions a oficials que per diverses raons havien estat desafectats de l'exèrcit per Belgrano. A tots ells, en arribar a Buenos Aires, se'ls havia tret el despatx però després, a gairebé tots, se'ls va retornar sense cap explicació. Moltes declaracions van ser datades amb anterioritat, com si s'haguessin pres al juliol i no a l'agost i, a diferència de Rocamora i Perdriel, es van fer poques preguntes, totes relacionades amb les operacions militars.
Finalment, el 9 d'agost de 1811, tenint en compte el que exposa «l'Excel·lentíssim Cabildo, Alcaldes de barri i oficials de l'exèrcit» es va declarar que Belgrano: 
| « | […] s'ha conduït en el comandament d'aquell exèrcit amb un valor, zel i constància dignes de reconeixement de la pàtria; en conseqüència recupera els graus i honors que va obtenir i que se li van suspendre en conformitat de l'acordat en les peticions del 6 d'abril; i per a satisfacció del públic i d'aquest benemèrit patriota, publiqueu aquest decret en La Gazeta. | » |

Com ho havia anticipat Belgrano, el moment triat per a la seva destitució no havia estat el més adequat, per les relacions o negociacions que s'estaven realitzant amb els paraguaians, portuguesos, Artigas i fins i tot els enemics de Montevideo. A l'any següent, en un ofici a Rivadavia de l'11 de maig de 1812, Belgrano va afegir: «els bergants del 5 i 6 d'abril em van perjudicar i van perjudicar a la Pàtria; quin avantatge es treu de mentir?»
El coronel Leopoldo R. Ornstein, que va escriure sobre l'expedició militar al Paraguai en l'obra col·lectiva Història de la Nació Argentina, en analitzar el judici a Belgrano va justificar al governador Bernardo de Velasco dient que l'únic que va poder fer va ser «defensar la seva província contra una invasió de forces portenyes», i va responsabilitzar la junta de Buenos Aires dels resultats obtinguts, «de manera que era aquesta, en ple, la que havia de ser sotmesa a judici i no Belgrano».

### Missió diplomàtica a Paraguai
Com a conseqüència del canvi polític ocorregut en el Paraguai el juny de 1811, la Junta va considerar que Belgrano era l'home més adequat per iniciar negociacions amb el nou govern paraguaià. Amb aquesta finalitat, l'1 d'agost, el va nomenar representant de la Junta en missió especial amb les Instruccions oficials i confidencials corresponents. Belgrano va respondre que per dur a terme la seva missió era convenient que es resolgués prèviament la seva situació processal. Tenint en compte que ja s'havien realitzat les publicacions i recollits els informes, va renunciar a tota defensa i va confiar la mateixa en tots els oficis que havia enviat oportunament a la Junta mentre va estar en operacions i en les declaracions dels oficials del seu exèrcit.
A l'octubre de 1811 Belgrano es trobava novament en el Paraguai, enviat pel Primer Triumvirat, i el dia 12 va signar amb el govern paraguaià el Tractat confederal entre les juntes d'Asunción i Buenos Aires. Aquest tractat no va arribar a tenir aplicació pràctica, ja que el Paraguai es va mantenir allunyat de les Províncies Unides i progressivament aïllada de l'exterior.

### El motí de les trenes
El Primer Triumvirat, va disposar el 16 de novembre de 1811, que s'unissin els regiments 1 i 2, passant a ser el Regiment 1 de Patricis, i va designar com el seu cap al coronel Manuel Belgrano «(...) per no ser conforme amb les atencions del senyor Brigadier Don Cornelio Saavedra l'acompliment de les obligacions d'aquest important càrrec».
Saavedra va ser condemnat al desterrament.
El 6 de desembre de 1811 el regiment de Patricis van protagonitzar l'anomenat Motí de les trenes, en contra del seu nou cap, reclamant conservar la seva autonomia i el privilegi d'elegir els seus comandants, aixecant-se contra el Primer Triumvirat. Van ser durament reprimits i, per ordre de Belgrano, 10 soldats i suboficials van ser condemnats a mort com capitosts del motí, afusellats i penjats a la via pública l'11 de desembre.

### La creació de la bandera argentina

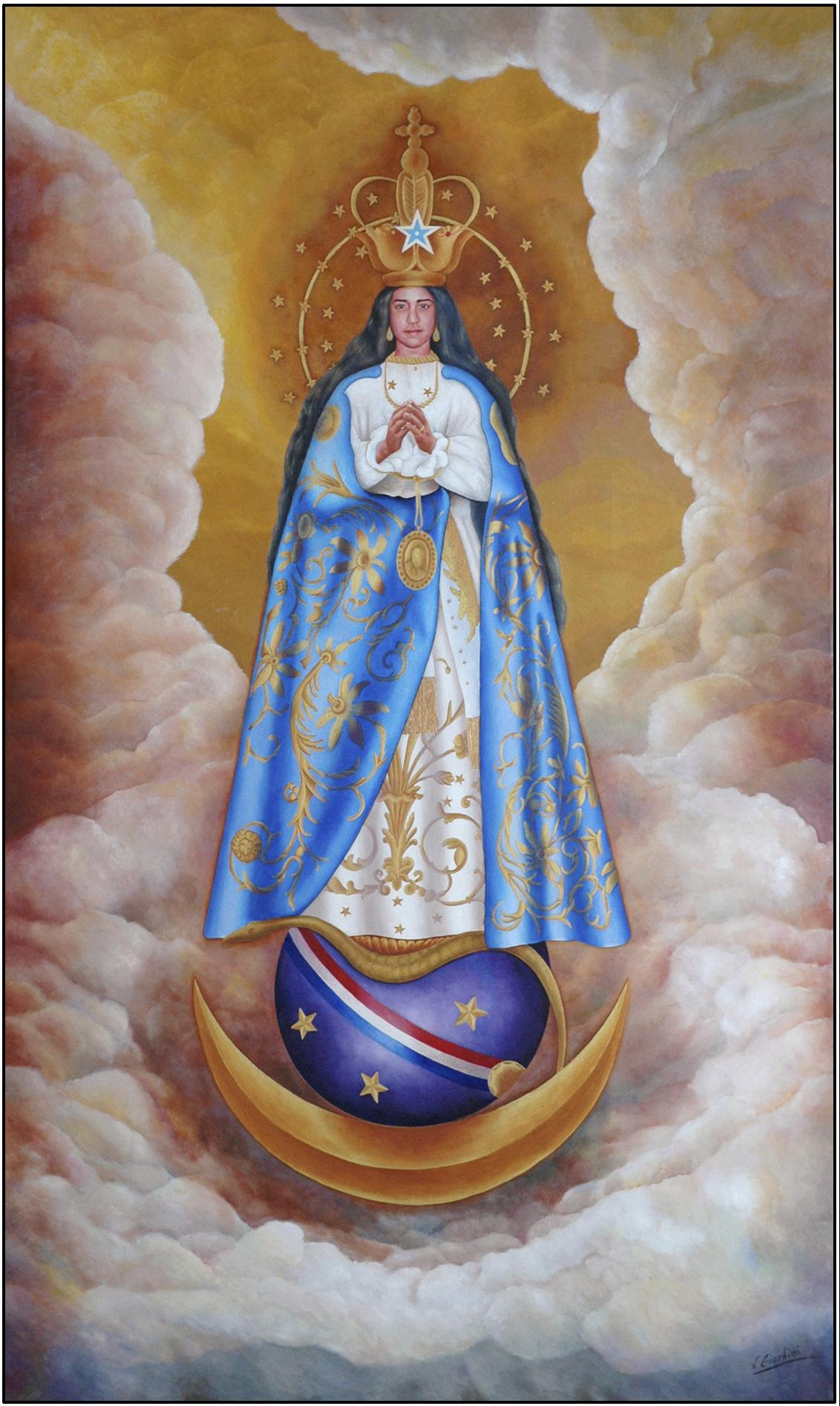
Verge de Caacupé, una de les advocacions a Santa Maria que Manuel Belgrano va tenir per referència

Belgrano va continuar com a cap del Regiment de Patricis, i per a la recompondre la disciplina el regiment va ser enviat a Rosario a vigilar el riu Paraná contra avanços dels reialistes de Montevideo.
Allà, a Rosario, a les ribes del riu Paraná, el 27 febrer 1812 va enarborar per primera vegada la bandera argentina, creada per ell amb els colors de l'escarapel·la, també obra seva. Ho va fer davant les bateries d'artilleria que va anomenar «Llibertat» i «Independència», on avui s'ubica el Monument Històric Nacional a la Bandera. Inicialment, la bandera era un distintiu per a la seva divisió de l'exèrcit, però després la va adoptar com un símbol d'independència. Aquesta actitud li va costar el seu primer enfrontament obert amb el govern centralista de Buenos Aires, personificat en la figura del ministre Bernardino Rivadavia, de postures netament europees. El Triumvirat va reaccionar alarmat; la situació militar podria obligar a declarar una vegada més la sobirania del rei Ferran VII d'Espanya, de manera que Rivadavia li va ordenar destruir la bandera. No obstant això, Belgrano la va guardar i va decidir que la imposaria després d'alguna victòria que aixequés els ànims de l'exèrcit i del Triumvirat.
Quant a la seva elecció dels colors de la bandera nacional argentina, tradicionalment s'ha dit que es va inspirar en els colors del cel; aquesta versió és sense dubtes vàlida encara que no excloent d'altres. No obstant això, és molt probable que hagi triat els colors de la dinastia borbònica (el blau cel i l'argent o blanc) com una solució de compromís, en els seus moments inicials les Províncies Unides del Riu de la Plata, per evitar l'estatus de rebel quan van declarar que rebutjaven l'ocupació reialista, tot i que mantenien encara fidelitat als Borbons. D'altra banda, Belgrano sembla haver estat devot de la Verge de Luján, i altres advocacions de la Mare de Déu (de Chaguaya, d'Itatí, del Valle, de Cotoca, i de Caacupé), que tradicionalment tenien roba blau cel. En rigor, cap de les teories es contradiu, ja que els colors del cel representen al mantell de la Immaculada Concepció de la Verge, i els colors van ser triats per la dinastia borbònica de la Corona d'Espanya per a la seva medalla més important llavors atorgada, l'Ordre de Carles III. D'aquesta medalla o condecoració va sorgir després, durant les Invasions britàniques, l'escarapel·la i plomall del Regiment de Patricis.
L'any 1938, per primera vegada, es va celebrar el Dia de la Bandera en Argentina, triant-se el 20 de juny, dia de la data de la defunció de Belgrano.

### Segona Campanya a l'Alto Perú

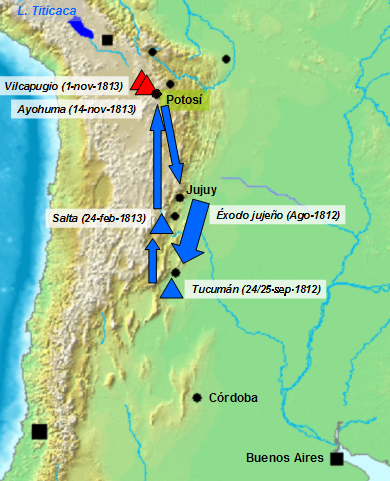
Segona expedició auxiliadora a l'Alto Perú (1812-1813). Els triangles representen les batalles: blaus per a les victòries independentistes (Èxode Jujeny, Tucumán i Salta) i vermelles per a les victòries reialistes (Vilcapugio i Ayohúma)

El mateix dia que es va issar aquesta bandera, el febrer de 1812, Belgrano era nomenat pel Primer Triumvirat cap de l'Exèrcit del Nord. Havia de partir cap a l'Alto Perú, per brindar novament auxili a les províncies «de dalt», reemplaçant a Juan Martín de Pueyrredón i engrossint l'exèrcit amb les tropes del seu regiment.
Es va fer càrrec del comandament en la Posta de Yatasto: de l'exèrcit derrotat quedaven tot just 1500 homes, dels quals 400 estaven internats a l'hospital; tampoc hi havia gaires peces d'artilleria i no tenia fons per pagar als soldats. Va ser designat com el seu major general Eustoquio Díaz Vélez, qui el va acompanyar durant tota la Segona expedició auxiliadora a l'Alt Perú.
Belgrano va instal·lar la seva caserna en Campo Santa, a l'est de la ciutat de Salta. Es va dedicar a disciplinar l'exèrcit i va organitzar el seu hospital i el cos d'enginyers. La seva serietat i el seu esperit de sacrifici va guanyar l'admiració de tots i va aconseguir aixecar l'ànim de les tropes.
Al maig es va traslladar a San Salvador de Jujuy i va intentar algunes operacions en el Congost de Humahuaca. Per aixecar la moral de l'exèrcit, va fer beneir la bandera pel capellà de l'església de la ciutat, Juan Ignacio Gorriti, que havia estat membre de la Junta Gran.
Mentrestant, l'exèrcit de José Manuel de Goyeneche, el vencedor d'Huaqui, es demorava a començar les operacions en el sud, retardat per la desesperada defensa de Cochabamba. Però a finals de juny va començar el seu avanç cap al sud.
En aquesta situació, Belgrano va rebre del Primer Triumvirat l'ordre de replegar-se, sense presentar batalla, cap a Córdoba. Així va ser que va dirigir l'Èxode Jujeny: va ordenar a tota la població de seguir-lo, destruint tot el que pogués ser útil a l'enemic. No va poder fer complir aquesta mateixa ordre per a la ciutat de Salta, atès que l'enemic estava ja molt a prop.
Els triumvirs de Buenos Aires li van ordenar una retirada fins a la ciutat de Córdoba però Belgrano, coneixedor per experiència dels territoris, va observar que les possibles defenses de Córdoba podrien ser molt fàcilment esquivades per una ofensiva reialista procedent de l'Alto Perú, i fins i tot reforçada des del reocupat Xile (la ciutat de Córdoba encara que està a prop de les serres s'ubica ja en una plana escassament defensable per la qual cosa, sense presentar batalla als patriotes, els reialistes podien avançar directament fins a Buenos Aires), la qual cosa li va fer considerar la petició de resistència a ultrança feta pel poble a San Miguel de Tucumán.
Va ser assolit en el combat de Las Piedras, on va perdre alguns homes; però va ordenar un contraatac que va resultar exitós i va aixecar la decaiguda moral del seu exèrcit en retirada. Complint les ordres, es va dirigir cap a Santiago del Estero. Però els ciutadans notables de San Miguel de Tucumán, encapçalats per Bernabé Aráoz, el van convèncer de desviar-se cap a aquesta ciutat. Allà va reunir diversos centenars de soldats més i es va fer fort en la pròpia ciutat. Va respondre a un altiu ultimàtum del general Goyeneche datat en el «quarter general de l'Exèrcit Gran» amb una irònica negativa datada en el «campament de l'Exèrcit Petit».

El cap de l'exèrcit d'avantguarda reialista, el general Pío Tristán, va avançar fins als afores de la ciutat amb les seves tropes desprevingudes, amb l'artilleria empacada Però quan l'exèrcit es va presentar en l'anomenat «Campo de las Carreras», als afores de la ciutat, van ser atacats per sorpresa per l'exèrcit independentista. La batalla de Tucumán, lliurada el 24 de setembre de 1812, va ser increïblement confusa: cada unitat va lluitar per la seva banda, es va desencadenar una tempesta de sorra, i fins i tot el cel es va enfosquir per una màniga de llagostes. Belgrano va acampar a certa distància, i només el arribar la nit va saber que havia triomfat. Va ser la més important de les victòries revolucionàries de la guerra de la independència argentina.

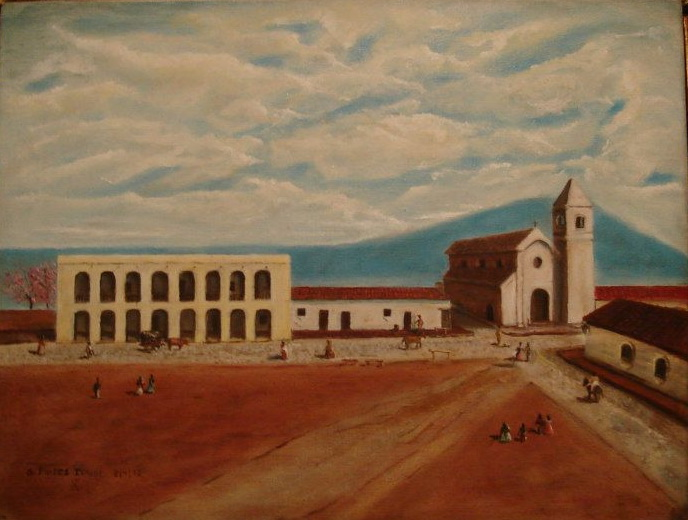
Plaça Major (actual Plaça Independència) de la Ciutat de San Miguel de Tucumán cap a 1812 durant el govern del General Manuel Belgrano (Pintura a l'oli actual)

Belgrano va reorganitzar les tropes i va avançar cap a Salta. El 20 de febrer de 1813 es va lliurar la batalla de Salta, a la pampa de Castañares, tocant amb la ciutat de Salta, on va aconseguir un triomf complet, fent inútil la defensa de les tropes de Tristán. Va ser la primera vegada que la bandera argentina va presidir una batalla. Va signar amb Tristán un armistici, pel qual va deixar en llibertat els oficials reialistes, sota jurament que mai tornessin a prendre les armes contra els patriotes. Aquesta decisió li va valer les crítiques dels membres del govern porteny i de molts historiadors actuals. Però és possible que, si s'hagués portat amb més crueltat, com Castelli en 1811, no hagués pogut rebre el suport que va rebre en l'Alto Perú. Com a conseqüència de la batalla de Salta, les províncies d'Alto Perú de Chuquisaca, Potosí, i més tard Cochabamba, es van aixecar novamente contra els espanyols. Va expulsar al bisbe de Salta, quan va descobrir que estava cooperant amb els reialistes.
L'abril del 1813 va iniciar l'avanç cap al nord, al territori de l'actual Bolívia. Va intentar no empitjorar les relacions amb els altperuans, que havien quedat mal predisposats contra els portenys des de les imprudències de Castelli i Bernardo de Monteagudo, però va fer executar als reialistes que havien violat el jurament donat a la batalla de Salta i pel qual havien estat alliberats: els va tallar els caps i les va fer clavar amb un cartell que deia «per perjurs i ingrats».
Al juny entrava amb el seu exèrcit de 2.500 homes a Potosí, on va reorganitzar l'administració i va nomenar governadors addictes en gairebé tot l'Alto Perú. Mentrestant, Goyeneche era reemplaçat per Joaquín de la Pezuela, un general, més hàbil que aquell, que aviat va reunir un exèrcit de gairebé 5.000 homes.
Belgrano es va posar en marxa amb 3.500 homes, entre els quals estaven les forces indígenes comandades per Cornelio Zelaya, Juan Antonio Álvarez de Arenales, Manuel Asencio Padilla i Ignacio Warnes. Aquest últim havia estat nomenat governador de Santa Cruz de la Sierra per Belgrano i havia aconseguit estendre significativament el territori alliberat.
Es va enfrontar a Pezuela l'1 d'octubre a la batalla de Vilcapugio, on en un primer moment va semblar que podia aconseguir la victòria. Un sorprenent contraatac reialista va aconseguir una victòria total per Pezuela. En ella va perdre poc menys de la meitat de les seves tropes, gairebé tota la seva artilleria i la seva correspondència. Per aquesta, Pezuela va saber que Belgrano esperava reforços. Per això va forçar ràpidament una nova batalla.
En la batalla d'Ayohúma, del 14 de novembre, i malgrat el consell contrari dels seus oficials de no presentar batalla, no va aconseguir amagar la disposició de les seves tropes, el que va permetre que Pezuela li ataqués amb seguretat, canviant de front. Va ser una segona victòria completa reialista.
Com a conseqüència d'aquestes derrotes es va retirar a Jujuy, deixant les províncies de l'Alto Perú en mans de l'enemic. Quedaven en aquestes províncies diversos caps revolucionaris, els més destacats dels quals van ser Arenales, Warnes i Padilla, que van donar molta feina al seu enemic fins al retorn de l'Exèrcit del Nord, a l'any següent.
Belgrano va ser qüestionat pel Segon Triumvirat. Al gener va haver de deixar el comandament de l'Exèrcit del Nord al coronel José de Sant Martín, qui havia estat un dels caps de la Revolució del 8 d'octubre de 1812 que havia deposat al Primer Triumvirat. En la Posta de Yatasto, Belgrano va lliurar la prefectura del novament derrotat Exèrcit del Nord a Sant Martín i als pocs dies va tornar a Buenos Aires, seriosament malalt per afeccions contretes durant les seves extenses campanyes militars, probablement paludisme i tripanosomiasi.
El seu fracàs en aquesta campanya ha estat considerat com a determinant de la posterior separació de Bolívia de l'Argentina.

### Diplomàcia en Europa

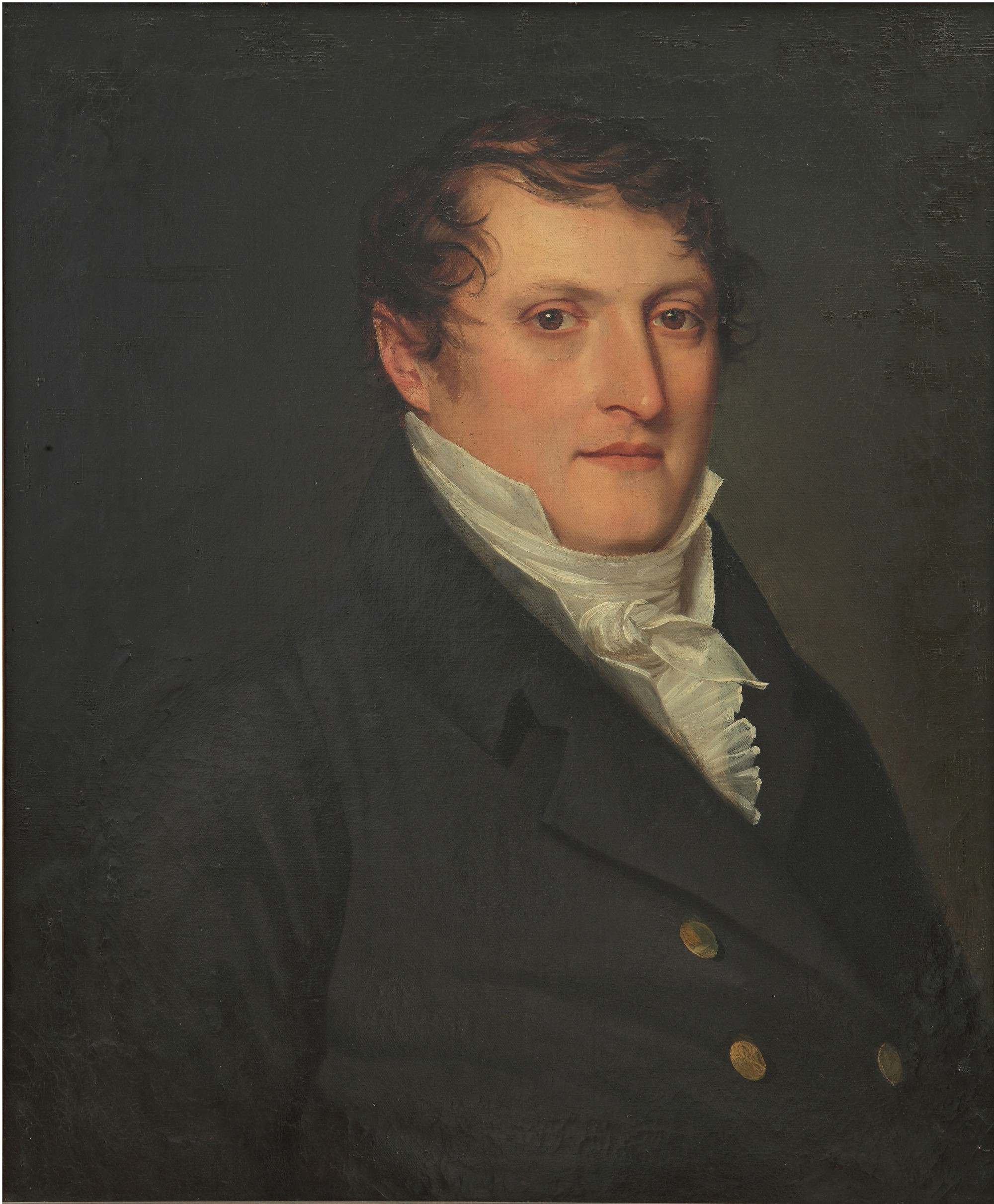
Manuel Belgrano

Belgrano va ser enviat pel Director Suprem de les Províncies Unides del Riu de la Plata, Gervasio Antonio de Posadas, com a diplomàtic a Europa. Entre 1814 i 1815 va viatjar, amb risc per a la seva vida, tant per estar malalt com per ser considerat un súbdit rebel al Vell Món, per negociar el reconeixement de la independència davant les potències europees, encara que sense obtenir resultats.
Va ser enviat juntament amb Rivadavia a Londres, per negociar amb el govern anglès i amb el rei d'Espanya, Ferran VII. No és segur quina actitud havien de prendre respecte d'aquest, si aconseguir la independència o reconèixer-lo com monarca constitucional. Rivadavia portava instruccions secretes que Belgrano no coneixia: negociar preferentment amb Londres i oferir la corona del Regne del Riu de la Plata a un príncep espanyol o anglès. De pas per Rio de Janeiro, es van entrevistar amb lord Strangford, l'ambaixador anglès. També estava en aquesta ciutat Manuel José García, enviat pel Director Suprem Carlos María de Alvear per negociar altres opcions; entre elles, la incorporació a Anglaterra com a colònia.
Arribats a Londres, no van aconseguir entrevistar-se amb el canceller Robert Stewart, vescomte de Castlereagh. En tement quedar aïllats, van intentar coronar al príncep Francesc de Paula de Borbó, un germà de Ferran VII, amb la col·laboració de l'ex-rei Carles IV d'Espanya. Fins i tot Belgrano va redactar un projecte de constitució, gairebé copiada de l'anglesa, amb la seva càmera de Nobles, de Comuns, i la seva noblesa.
Durant el seu viatge com a diplomàtic va observar l'hostilitat de gairebé tots els governs europeus de llavors cap a les repúbliques i les democràcies, ja que la restauració absolutista de la Santa Aliança s'havia imposat a Europa. Per això, al seu retorn de la missió diplomàtica a Europa, a mitjans de 1815, va tornar a proposar, aquesta vegada amb el suport de San Martín, un govern reialista però, a diferència de l'absolutisme europeu, va bregar per una monarquia constitucional. Aquesta posició política no va ser acceptada pels partidaris independentistes republicans.

### La guerra civil en el Litoral
Belgrano va retornar a Buenos Aires i es va posar en contacte amb el nou Director Suprem de les Províncies Unides del Riu de la Plata, Ignacio Álvarez Thomas, amb qui estava emparentat tant familiarment com políticament.
A causa del fracàs de Juan José Viamonte, que va ser enviat prèviament contra els federals de la tinença de govern de Santa Fe, que s'oposaven a la dependència de Buenos Aires, i que havia acabat pres al campament del cabdill de la Banda Oriental, José Gervasio Artigas, Álvarez Thomas va decidir enviar a Santa Fe a un contingent comandat per Eustoquio Díaz Vélez i l'Exèrcit del Nord, que estava sota el comandament del general Belgrano.
Belgrano va reemplaçar a Viamonte i va enviar al seu segon, Eustoquio Díaz Vélez, el mateix que havia estat el seu segon en Tucumán, Salta, Vilcapugio i Ayohúma, a exigir rendició als santafesins, però aquest, «per a tallar de soca-rel la cruenta guerra civil», va signar el Pacte de Santo Tomé, el 9 d'abril de 1816, amb Cosme Maciel, comandant de la força de mar de Santa Fe i representant del governador Mariano Vera. Per aquest tractat es va deposar Belgrano com a cap de l'exèrcit, col·locant a Díaz Vélez al seu lloc. Aquesta rebel·lió de Díaz Vélez va provocar la caiguda del director Ignacio Álvarez Thomas. Es va acordar que la pau definitiva devia ser ratificada entre els dos governs i ser també acceptada per José Gervasio Artigas.
El cabdill Artigas es va oposar a la signatura de l'acord de pau definitiu que va ser finalment deixat de banda pel nou Director Suprem, Antonio González Balcarce, i pel Congrés de Tucumán. Aquesta negativa va tenir com a conseqüència que la Lliga dels Pobles Lliures no va enviar diputats al Congrés de Tucumán ni participar de la Declaració d'independència de l'Argentina.

### El Congrés de Tucumán, els intents monàrquics i la declaració de la independència

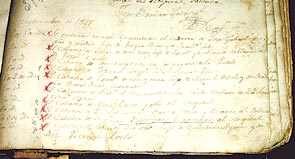
Registres del Cementiri de la Recoleta sobre l'enterrament de Juan Bautista Túpac Amaru, Inca que Belgrano va intentar coronar com a rei de les independitzades Províncies Unides de Sud-amèrica

Davant els fets consumats de la seva època determinats per l'absolutisme de la Santa Aliança, Belgrano va considerar que el convenient era preservar a la regió del Plata a través de la declaració de la seva independència i l'establiment d'una mena de govern monàrquic moderat que pogués ser reconegut per la majoria de les potències europees.
De la mateixa manera suposava que tal tipus de govern reialista mantindria, com passava amb el Brasil, unificada a l'enorme extensió territorial de les províncies alliberades, que havien integrat l'antic virregnat del Riu de la Plata i que es trobaven habitades per diversos pobles que estaven secularment en conflicte.
El 6 de juliol de 1816, Belgrano va exposar davant els diputats del Congrés de Tucumán, en dues reunions, una proposta d'instaurar una monarquia gairebé nominal que oferia el tron als descendents dels Inques. Segons aquest Pla de l'Inca molt probablement va projectar que el títol correspongués a Juan Bautista Túpac Amaru, únic germà supervivent conegut de l'inca Túpac Amaru II, i un govern efectiu de tipus parlamentari, amb l'objecte d'assolir el prompte reconeixement a nivell internacional de la independència argentina.
La seva proposta d'implantar una monarquia inca parlamentària va ser ridiculitzada pels seus contemporanis, que donaven suport a la formació d'una república. No obstant això, obeïa a un intel·ligent càlcul per part de Belgrano: l'oferta de la corona als Inques buscava atreure l'adhesió de part de les poblacions inques de les actuals zones andines de Bolívia, Perú i Equador al moviment emancipador que es gestava des de l'Argentina .
Va ser, amb San Martín i Bernardo de Monteagudo, un dels principals promotors de la Declaració de la independència de les Províncies Unides en Sud-amèrica, a San Miguel de Tucumán, el 9 juliol 1816.

### Novament general en cap de l'Exèrcit del Nord
L'agost de 1816 Belgrano es va fer càrrec novament de l'Exèrcit del Nord; però no va poder organitzar una quarta expedició a l'Alto Perú, com era el seu somni. Només va poder enviar al tinent coronel Gregorio Aráoz de Lamadrid en una campanya menor, al març de 1817, fins a la rodalia de Tarija. Però Lamadrid, després d'una petita victòria, i amb prou feines 400 homes, va atacar Chuquisaca per sorpresa. Va ser derrotat i va haver de fugir per la serra i la selva, tornant a Tucumán pel camí d'Orán.

### La nova guerra civil al nord i al Litoral
També en 1817, per ordre del Congrés de Tucumán, Belgrano va enviar a les seves millors tropes a aixafar la revolució federal de Santiago de l'Estero, acabdillada per Juan Francisco Borges, qui va ser capturat per Aráoz de Lamadrid. En saber de l'empresonament de Borges, Belgrano, que originalment havia ordenat el seu afusellament, li va indultar, però Lamadrid ja l'havia afussellat.
L'Exèrcit del Nord va passar un any acantonat a la rústica fortalesa de La Ciudadela, a un parell de quilòmetres al sud-oest de la Plaça Major de la ciutat de San Miguel de Tucumán, sense recursos per seguir la guerra, i tractant de contrarestar els possibles contraatacs dels reialistes.
Se li va ordenar repetides vegades utilitzar divisions de l'Exèrcit del Nord contra els federals de Santa Fe. De manera que es va traslladar a la Vila de Ranchos, a Córdoba, i va enviar contra el cabdill de Santa Fe, Estanislao López, al coronel cordobès Juan Bautista Bustos, que no va aconseguir doblegar la resistència del santafesí. Si bé no va combatre personalment als federals, contínuament es queixava a les autoritats nacionals de la inutilitat d'aquesta guerra i advertia al govern que la població de les províncies estaven descontentes del centralisme:
| « | Hi ha molta equivocació en els conceptes: no existeix tal facilitat de concloure aquesta guerra; si els autors d'ella no volen concloure-la, no s'acabarà mai ... L'exèrcit que comando no pot acabar-la, és un impossible. La seva única finalitat ha de ser per un aveniment ... o veurem transformar-se el país en purs salvatges ... | » |

A mitjans de 1819, quan estava ja molt malalt, el general José Rondeau, nou Director Suprem, va ordenar que tant l'Exèrcit del Nord com l'Exèrcit dels Andes, comandat per Sant Martí, abandonessin la lluita contra els reialistes per aixafar les rebel·lies provincials. Sant Martí senzillament va ignorar l'ordre, mentre que Belgrano va obeir a mitges; va ordenar a les seves tropes iniciar la marxa cap al sud, però va demanar llicència per malaltia i va delegar el comandament en el seu segon, Francisco Fernández de la Cruz.
Es va instal·lar a Tucumán, però a poc d'arribar va ser sorprès per un motí en aquesta província, que va portar al govern al seu vell conegut Bernabé Aráoz, i va acabar amb el general a la presó. El seu metge particular, l'escocès Joseph Redhead, a qui havia conegut després de la batalla de Tucumán i que l'havia acompanyat des de llavors, va haver d'intercedir per ell perquè no fos encadenat. Va ser també ell qui va preparar el seu viatge a Buenos Aires.
La província de Tucumán va negar la seva obediència al Directori. Dos mesos més tard, també l'Exèrcit del Nord es va negar a donar suport al govern central contra els federals; en arribar a Santa Fe, el general Bustos va dirigir l'anomenat motí d'Arequito, i l'Exèrcit del Nord va ser dissolt.

### La seva mort

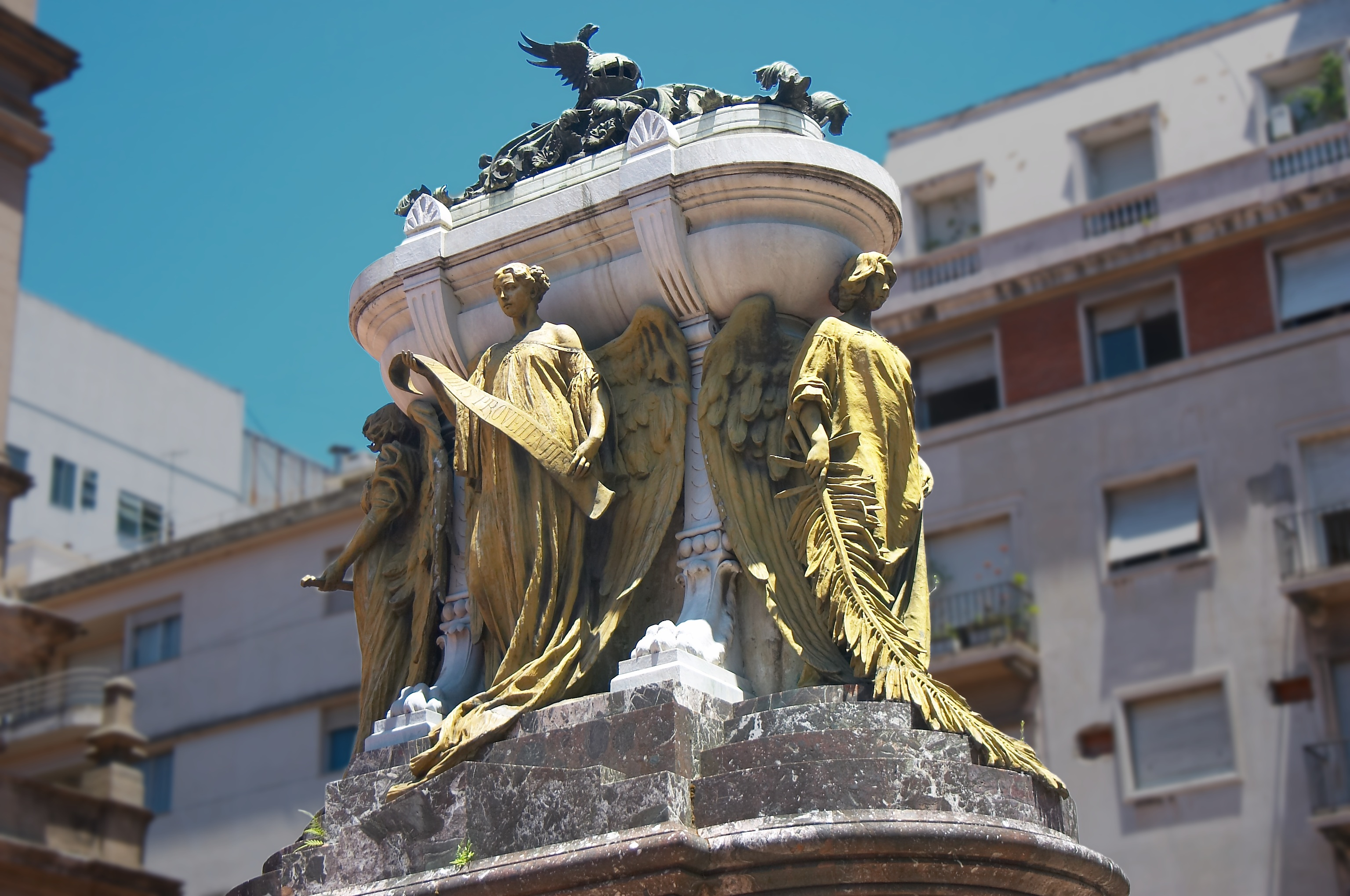
Mausoleu de Manuel Belgrano en el Convent de Santo Domingo, Buenos Aires, obra d'Ettore Ximenes

Belgrano va arribar a Buenos Aires en plena Anarquia de l'Any XX, ja seriosament malalt d'hidropesia. Aquesta mateixa malaltia el va portar a la mort, el 20 juny 1820.
En el seu llit final va ser examinat pel metge escocès Joseph Redhead, que el va atendre a casa seva; en no poder pagar-li pels seus serveis, ja que en aquest moment estava sumit en la pobresa, Belgrano va voler donar-li un rellotge com a pagament, davant la negativa del metge a cobrar, Belgrano li va agafar la mà i va posar el rellotge dins d'ella, agraint pels seus serveis. Es tractava d'un rellotge de butxaca amb cadena, d'or i esmalt, que el rei Jordi III d'Anglaterra havia obsequiat Belgrano.
Una de les seves últimes frases va ser d'esperança, malgrat els mals moments que passaven tant ell com la seva pàtria:
| «                 | (castellà) ...sólo me consuela el convencimiento en que estoy, de quien siendo nuestra revolución obra de Dios, él es quien la ha de llevar hasta su fin, manifestándonos que toda nuestra gratitud la debemos convertir a su Divina Majestad y de ningún modo a hombre alguno.... | (català) ...només em consola el convenciment en que estic, de qui sent la nostra revolució obra de Déu, ell és qui l'ha de portar fins al final, manifestant-nos que tota la nostra gratitud l'hem de convertir a la seva Divina Majestat i de cap manera a home algun... | » |
| — Manuel Belgrano | | |   |

Va morir en la pobresa, tot i que la seva família havia estat una de les més acabalades del Riu de la Plata abans que Belgrano es comprometés amb la causa de la independència.
El mateix dia de la seva mort és recordat com el Dia dels tres governadors, ja que es desencadenava una crisi política al govern executiu de la província. Això va ajudar a que la seva mort passés gairebé desapercebuda. L'únic diari que va publicar la notícia va ser «El Despertador Teofilantrópico», redactat pel frare franciscà Francisco de Paula Castañeda.
Complint amb la seva última voluntat, el seu cadàver va ser amortallat amb l'hàbit dels dominics tal com era costum entre els terciaris dominics, dels quals formava part, i va ser traslladat des de la casa paterna en la qual va morir (actual Avinguda Belgrano, núm 430) al Convent de Santo Domingo, rebent sepultura en un atri. El marbre d'una còmoda de la seva casa va servir de làpida per identificar-lo.

### Exhumació de les seves restes
El 4 de setembre de 1902, una comissió designada pel president de la Nació, Julio Argentino Roca, va procedir a exhumar les restes de Belgrano, per traslladar-los a l'urna que seria dipositada en el monument que s'inauguraria a l'octubre d'aquest any en el mateix atri de Santo Domingo. Aquest monument es va construir per subscripció popular.
Aixecada la làpida, es van retirar els ossos que van ser col·locats en una safata de plata. Entre ells es van trobar algunes dents, un dels quals va ser pres pel ministre de l'interior, doctor Joaquín V. González, i un altre pel ministre de Guerra, coronel Pablo Ricchieri. Aquest fet va ser publicat i condemnat pels principals diaris portenys i va concloure quan el prior de Santo Domingo va comentar, en cartes al diari La Prensa, que havia rebut dos dents. El ministre González s'havia justificat davant el prior dient que «s'havia emportat la dent per mostrar als seus amics», i Ricchieri va dir que ell «el va retirar per presentar-lo al senyor general Bartolomé Mitre».

## Belgrano i l'educació
Belgrano va ser un dels pròcers argentins que més èmfasi va posar en impulsar l'educació. Durant la seva estada a Espanya havia elaborat un pla d'acció, que en total abastava sis punts. Un d'ells estava dedicat a l'educació:
| « | Antigament es va trobar en la política la màxima següent: És bo, mantenir la gran massa del poble en la ignorància, idea que encara que no fos indigna de l'home, s'oposa directament al veritable interès del Sobirà. (...) Aquest és un dels objectius més importants del govern. Vassalls joiosos i Sobirà poderós, són els resultats de l'estat actual de les escoles públiques, i de l'educació vilatana, que després de mil assaigs, s'han establert en diverses províncies d'Alemanya, Suècia, Anglaterra, etc. (...) Per aquest mitjà s'aconsegueixen en la gran massa d'una nació costums sans. | » |

Pel que fa a l'educació va dir que:
| «                 | Sense que s'il·lustrin els habitants d'un país o, cosa que és el mateix, sense ensenyament, res podríem avançar. | » |
| — Manuel Belgrano | |   |

| «                 | La pàtria necessita de ciutadans instruïts. | » |
| — Manuel Belgrano |                                             |   |

### Memòries davant el Consolat de Comerç
En tornar d'Espanya amb una sòlida preparació en matèria econòmica, Belgrano va mostrar en la seva manera de fer la influència que en ell havien exercit les noves idees.
Ja com a secretari del Consolat, i per una reial ordre d'aquesta institució (1794), tenia l'obligació de presentar anualment una memòria al cos relatant les activitats realitzades. No obstant això, Belgrano les va redactar puntualitzant més el que hauria de fer-se que relatant l'efectuat. D'aquesta manera alertava a les autoritats sobre les necessitats de la colònia, adoctrinava als seus paisans i no despertava sospites de les autoritats.
En la primera memòria consular (1796), proposava la creació de set tipus d'establiments educatius:
- Una Escola de Comerç
- La Escola de Nàutica (creada en 1799)
- L'Acadèmia de Geometria i Dibuix (creada en 1799)
- Escoles agrícoles
- Escoles de llana i de cotó
- Ensenyament primari, gratuït i obligatori en tot el regne
- Escoles per a dones

En la primera memòria, va fonamentar les seves propostes i la seva rellevància econòmica de moltes maneres:
| « | Una de les causes a què atribueixo el poc producte de les terra i el cap avançament del pagès (...) [és] perquè no es mira a l'agricultura com un art que tingui necessitat d'estudi, de reflexions o de regles. No cregui que és aliè al ministeri eclesiàstic l'instruir i comunicar les llums sobre el cultiu de les terres, arts, comerç, etc., ja que el millor mitjà de socórrer la mendicitat i misèria és prevenir-la i atendre-la en el seu origen. Com, doncs, la posarem [a la indústria] en aquest estat [de riquesa]? Amb uns bons principis (...) Els bons principis els adquirirà l'artista en una escola de dibuix que, sens dubte, és l'ànima de les arts. A aquestes infelices gents (pels pobres) que, acostumades a viure en l'ociositat, com porto exposat, des de nens, els és molt penós el treball en l'edat adulta i [són] o resulten uns bandolers o captaires; estats segurament deplorables, que podien tallar si se'ls donés auxili des de la infància, proporcionant-los una regular educació, que és el principi d'on resulten ja ho béns i als mals de la societat. Un dels principals mitjans que han d'acceptar a aquesta finalitat, són les escoles gratuïtes, on poguessin els infeliços, [és a dir, els pobres] enviar els seus fills sense haver de pagar cap cosa per la seva instrucció: allà se'ls podria dictar bones màximes i inspirar-amor al treball, ja que un poble on no regni aquest, decau el comerç i pren lloc la misèria; les arts que produeixen abundància que les multiplica després en recompensa, decauen; i tot, en una paraula, desapareix, quan s'abandona la indústria, perquè es creu no és de cap utilitat. Igualment s'han de posar escoles gratuïtes per a les nenes, on se'ls ensenyés doctrina cristiana, a llegir, escriure, cosir, brodar, etc., i principalment, inspirant amor al treball, per separar-les de l'ociositat. | » |

En la seva memòria de 1797, sobre el cultiu del lli i el cànem, també feia nombroses referències a l'educació. En si mateixa, aquesta memòria pot ser considerada com un manual didàctic sobre agricultura, explicant-se amb suficient nivell de detall com per a ser d'utilitat pràctica per al pagès. Relatava el tipus de terreny apte per al cultiu del cànem, com havien de ser les llavors perquè fossin aptes per al cultiu, la forma de sembrar-lo, conrear-lo i processar-lo, de manera que fos directament utilitzable en els telers.
En total, va dedicar tres memòries exclusivament a fomentar l'educació tècnica:
- 16 de juny de 1800. Utilidad, necesidad y medios de erigir un Aula de Comercio en general, donde se enseñe metódicamente y por Maestría, la ciencia del Comercio en todos sus ramos (Utilitat, necessitat i mitjans d'erigir una Aula de Comerç en general, on s'ensenyi metòdicament i per Mestratge, la ciència del Comerç en tots els seus rams). Fins a la data, aquesta memòria no ha pogut ser trobada.
- 14 de juny de 1802. Establecimiento de fábricas de curtiembre (Establiment de fàbriques d'adobar). En aquesta memòria la clau estava a portar d'Europa a mestres blanquers, o enviar a sis estudiants per capacitar-los en aquest ofici.
- 16 de juny de 1806. Fomento de la Agricultura en Establecimientos de Sociedad y Escuelas de su enseñanza (Foment de l'Agricultura en Establiments de Societat i Escoles del seu ensenyament). En aquesta memòria, que ha arribat als nostres dies, Belgrano feia una defensa de l'ensenyament de les matemàtiques en tots els rams del saber, mostrant la seva relació amb la del progrés de les maquinàries i lligant el de l'agricultura al d'aquestes.

En la seva memòria consular de 1802 deia que sense ensenyament no hi ha avançaments i s'havia de clamar sempre per l'escola (...) com a mitjà per a la prosperitat de l'Estat, però els seus fons addictes a un deute contret per aquest comerç en benefici de l'erari, no han prestat marge perquè pogués disposar-ne.

### En elCorreo de Comercio
En 1809 Belgrano va acceptar la creació d'un nou diari, afavorit pel llavors virrei Baltasar Hidalgo de Cisneros, que va aparèixer a finals de gener de 1810 amb el nom de Correo de Comercio de Buenos Aires (Correu de Comerç de Buenos Aires). El seu objectiu principal era popularitzar els sans principis de l'economia política i ocupar-se de matèries científiques i literàries, impulsant a través d'aquestes publicacions la Revolució, segons afirmaria en la seva autobiografia. També exposava sobre els beneficis econòmics que resultaria d'una difusió de l'educació. Dels set primers articles publicats al setmanari, tres d'ells van correspondre al tema educació, sent aquests els més extensos. En el primer, titulat «Educació» expressava:
| «                                                                                | No és fàcil correspondre en què ha pogut consistir, ni en què consisteix el fonament més sòlid, la base, diguem-ho així, i l'origen veritable de la felicitat pública, com és l'educació, es troba en un estat tan miserable, que fins i tot en les mateixes capitals es ressenten de la seva falta. (...) A la manca d'aquests establiments hem d'atribuir els horrors que observem. | » |
| — Manuel Belgrano.Correo de Comercio, 17 de març de 1810. En Escritos Económicos | |   |

Arribava a lligar l'amor al treball i les virtuts bàsiques de tot ciutadà amb l'educació primària. Segons el seu pensament, cap societat podia progressar si els seus habitants no tenien estima pel treball i esforç i eren virtuosos:
| «                                                                                | Com, com es vol que els homes tinguin amor al treball, que els costums siguin arreglats, que hi hagi còpia de ciutadans honrats, que les virtuts foragitin els vicis i que el govern rebi el fruit de les seves cures, si no hi ha ensenyament, i si la ignorància va passant de generació en generació amb majors i més grans augments? | » |
| — Manuel Belgrano.Correo de Comercio, 17 de març de 1810. En Escritos Económicos | |   |

Més endavant, en el mateix Correo de Comercio, tornava a insistir en la formació de valors:
| «                                                                                | Qui li ha dit que aquestes virtuts són la justícia, la veritat, la bona fe, la decència, la beneficència, l'esperit, i que aquestes qualitats són tan necessàries a l'home com la raó de la qual precedeixen. Avergonyim-nos, però diguem-ho: ningú. (...) Els nostres lectors potser s'embrutaran si els parlem tant d'escoles; però que es convencin que existeixen en un país nou que necessita tirar els fonaments de la seva prosperitat perpètua i que aquells per ser sòlids i permanents cal que es componguin de les virtuts morals i socials, que només poden imprimir bé, presentant a la joventut bons exemples. | » |
| — Manuel Belgrano.Correo de Comercio, 17 de març de 1810. En Escritos Económicos | |   |

Atorgava a l'educació primària més importància que a la universitària, fonamentant la seva afirmació de la següent manera:
| «                                                                                | Ens sigui lícit aventurar la proposició que és més necessària l'atenció de totes les autoritats, de tots els magistrat, i de tots els ciutadans per als establiments de l'ensenyament de nenes, que per fundar una Universitat. (...) Amb la Universitat, hauria après alguna cosa de veritat la nostra joventut enmig de l'argot escolàstica, i s'hauria augmentat el nombre dels nostres doctors, però ¿equival això al que importa l'ensenyament de les que demà han de ser mares? (...) És indubtable que no, i per prova, no hi ha més que traslladar-se on hi ha Universitats, i no hi ha qui ensenyi al bell sexe. | » |
| — Manuel Belgrano.Correo de Comercio, 17 de març de 1810. En Escritos Económicos | |   |

A causa de la importància que assignava a l'educació és que s'ocupava que aquesta fos impartida de la manera que ell considerava el més adequat i eficient. Limitava els càstigs corporals, que representaven un hàbit molt arrelat en la societat. Eliminava, en gran manera, la humiliació pública de l'alumne incorregible, per considerar que era contraproduent i innecessària. S'ocupava també d'assenyalar com havia de ser la selecció dels mestres, i de descriure quins havien de ser les característiques principals. Els alumnes només tenien una oportunitat de rebre educació, i aquesta havia de ser la millor disponible. L'opinió de Belgrano al respecte era contundent, tant quan es refereix a l'educació primària com a la tècnica o terciària.
Pel que fa a l'educació primària opinava que
| «                                                                                | Si per desgràcia una sola d'aquestes [les mestres] tingui mals costums, és factible fer el càlcul dels mals que poden resultar a la societat? Perquè desenganyem-nos, l'exemple ... Si, l'exemple és el mestre més savi per a la formació dels bons costums. | » |
| — Manuel Belgrano.Correo de Comercio, 17 de març de 1810. En Escritos Económicos | |   |

Mentre que pel fa a l'educació terciària o tècnica deia que
| «                                                                                    | Una especulació mal feta pot portar conseqüències molt funestes al comerç d'una província i de tota una nació. (...) Què de perjudicis per a un país agricultor i comerciant! I quina manera de prevenir-los? L'extensió de coneixements, (...) que ni el pagès ni el comerciant ni l'artista ignorin el que els correspon... | » |
| — Memoria consular, 1796, en Documentos para la Historia de Manuel Belgrano, vol. II | |   |

En la seva primera memòria alertava als seus oients sobre el tema de l'elecció dels mestres, quan deia que
| «                                                                                    | S'ha de confiar la cura de les escoles gratuïtes a aquells homes i dones que, per oposició, haguessin mostrat la seva habilitat i la conducta fos de públic i notori irreprensible | » |
| — Memoria consular, 1796, en Documentos para la Historia de Manuel Belgrano, vol. II | |   |

### Les Escoles de la Pàtria i els mestres
Per les seves victòries de Tucumán i Salta, l'Assemblea de l'Any XIII va atorgar a Belgrano, com a premi, 40 mil pesos forts (equivalents a gairebé 80 kg d'or). Belgrano va respondre que preferia ser un bon fill de la pàtria més que un pare de la mateixa, i va expressar que els diners de tal premi fos dedicat per a la construcció d'escoles públiques estatals i gratuïtes a les ciutats de Tarija (en l'actual Bolívia), Jujuy, San Miguel de Tucumán i Santiago de l'Estero.
En el text de la seva donació proposava el mecanisme d'elecció dels mestres, que havia d'estar basat en el mèrit. Per exemple, pel que fa a l'educació primària va escriure que la provisió d'escoles es farà per oposició, i passava a establir amb minuciositat el procediment que la regularia. En l'article següent, el quart, estableix: 
| « | Cada tres anys podrà l'ajuntament obrir nova oposició, i convocar opositors si ho tingués per convenciment o hagués proporció de millorar el Mestre. El que ha servit o exercit l'Escola en igualtat de mèrit i circumstàncies haurà de ser preferit. | » |

Ja en el Reglament de l'Escola de Nàutica, amb relació a l'educació terciària o tècnica, descrivia en detall un mecanisme d'oposició particular designat per triar directors:
| « | El mecanisme d'oposició consisteix en la presentació de credencials, informes sobre les seves conductes passades, el rendir un examen i preparar un discurs a les 24 h del presentat un tema, respondre al moment a les preguntes que qualsevol membre de la Junta desitgés formular-li, el de crear nous plànols i d'ensenyar aquesta metodologia als seus deixebles, entre d'altres requeriments. | » |

El privilegi del mestre en activitat era el de conservar el seu lloc sempre que les seves aptituds per al càrrec no fossin superades per un altre mestre. La importància que es donava als educadors es pot veure en l'article vuitè del reglament de les escoles donades a 1813, en el qual indicava que se li hauria de donar seient al mestre en cos de Cabildo, que serà reputat com a Pare de la Pàtria.
En l'article 18 del mateix reglament s'esmentaven quins havien de ser els caràcters del mestre, que amplien la llista que ja havíem exposat anteriorment:
| « | El mestre procurarà amb la seva conducta, i en totes les seves expressions i maneres, inspirar als seus alumnes amor a l'ordre, respecte a la Religió, consideració i dolçor en el tracte, sentiments d'honor, amor a la virtut, i a altres ciències, horror al vici, inclinació a la feina, desinterès de l'interès, menyspreu de tot el que digui a profusió i luxe al menjar, vestir i altres necessitats de la vida, i un esperit nacional que els faci preferir el bé públic al privat, i estimar en més la qualitat d'Americà que la d'Estranger. | » |

Es va referir en nombroses oportunitats a aquestes virtuts, sens dubte era perquè ho considerava important. Insistia Belgrano en els valors en nombrosos ocasions:
| « | Només cal que els mestres siguin virtuosos i puguin amb el seu exemple donar lliçons pràctiques a la infantesa i joventut i dirigir-los pel camí de la Santa Religió i de l'honor i podent ensenyar a llegir bé, poc importa que la seva forma de lletra no sigui d'allò millor; n'hi ha prou que es pugui entendre. | » |

| « | Perquè desenganyem-nos, l'exemple ... Si, l'exemple és el mestre més savi per a la formació dels bons costums. Res valen teories, en va les mestres explicaran i faran comprendre als seus deixebles el que és justícia, veritat, bona fe, etc., i totes les virtuts, si en la pràctica les desmenteix, aquesta desenvoluparà tot el bo, i serà la conducta en els dies posteriors de la depravació. | » |

Va buscar elevar la condició del mestre mitjançant el pagament de sous dignes. Per assegurar el finançament de l'educació, va proposar sempre la creació de fons, perquè els instituts tinguessin assegurats el seu finançament a perpetuïtat.
Belgrano exposava que el progrés econòmic depèn del coneixement tècnic i dels valors de la societat. Fent referència als mals que portaria el que els habitants no estiguèssin prou capacitats, preguntava: 
| « | Quina manera de prevenir-los? L'extensió de coneixements, la il·lustració general, el que els llums es difonguin per tots, que tots s'instrueixin, que adquireixin idees, que ni el pagès ni el comerciant ni l'artista ignorin el que els correspon, que uns i altres procurin no apegar tan íntimament als pensaments dels seus avantpassats, dels quals només s'han d'adoptar quan convenen i quan no, rebutjar-los i abandonar-los: que ho va ser útil en un altre temps, avui és perjudicial; els costums varien, els usos igualment; i tot, de tant en tant, canvia, sense que en això hi hagi més misteri, que el de la vicissitud de les coses humanes. | » |

## Vida privada

### Aspecte físic
Les versions sobre l'aspecte físic de Manuel Belgrano difereixen. Segons Bartolomé Mitre, era «de regular alçada, cabell ros i sedós, ulls grans de color blau ombrívol, pell molt blanca i una mica envermellida, i cap gran i ben modelat». Però els que ho van descriure a l'edat de divuit anys deien que tenia ulls castanys i cabells vermell. I un cronista anglès el va descriure com ros.
No feia servir bigoti i tenia escassa barba, nas fi i lleugerament aguilenc i contextura delicada. Era elegant, endreçat i de port acurat.

### Semblança
De Belgrano s'ha dit que:
| «                                          | És el més metòdic dels generals que conec a la nostra Amèrica; ple d'integritat i talent natural, no tindrà els coneixements d'un Moreau o Bonaparte en punt a milícia, però creieu-me. que és el millor que tenim a Amèrica del sud. | » |
| — General José de San Martín a Godoy Cruz. | |   |

| «                        | Belgrano no tenia, com ell mateix ho ha dit, grans coneixements militars, però posseïa un judici recte, una honradesa a tota prova, un patriotisme pur i desinteressat, el més exquisit amor a l'ordre, un entusiasme decidit per la disciplina i un valor moral que mai s'ha desmentit. | » |
| — General José María Paz | |   |

| «                            | General sense els dots del geni militar, home d'estat sense fisonomia accentuada ... Les seves virtuts van ser la resignació i l'esperança, l'honradesa del propòsit i el treball desinteressat. | » |
| — Domingo Faustino Sarmiento | |   |

### Relacions sentimentals i descendència
Belgrano va iniciar una intensa relació amorosa amb María Josefa Ezcurra, cunyada de Juan Manuel de Rosas, en algun moment entre la seva arribada a Buenos Aires i la seva partida cap a Tucumán a organitzar l'Exèrcit del Nord. Tanmateix, és possible que es coneguessin des d'abans. Ella en realitat s'havia casat anys abans amb el seu cosí, el navarrès Juan Esteban d'Ezcurra, qui després de nou anys de matrimoni, sense fills, i disconforme amb la Revolució de Maig, es va exiliar a la seva pàtria, negant-se Maria a acompanyar-lo. Encara que mai la va tornar a veure-la, Juan Esteban la va nomenar la seva hereva.

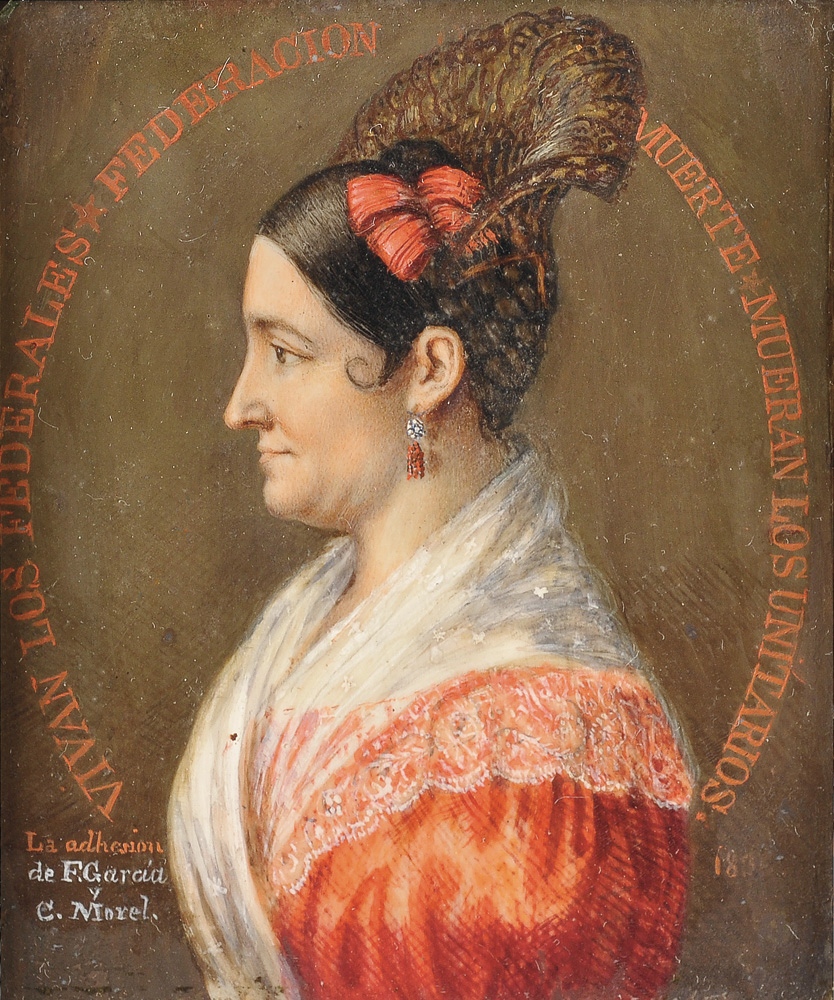
Encarnación Ezcurra va adoptar el fill de Belgrano

Maria Josefa va acompanyar l'Exèrcit en la campanya del Nord. Durant la mateixa va concebre un fill, que va néixer el 30 de juliol de 1813 a l'estància d'uns amics a Santa Fe, que va ser batejat amb el nom de Pedro Pablo. Va ser inscrit com a orfe en la Catedral de Santa Fe i s'ignora si el nen va conèixer el seu pare, ja que el va adoptar immediatament la seva tia materna, Encarnación Ezcurra, en aquell temps jovençana amb Juan Manuel de Rosas; posteriorment el nen va ser conegut com a Pedro Rosas y Belgrano, i va arribar al grau de coronel. Va tenir una complicada actuació pública en la dècada del 1850.
En 1812, després de la seva victòria a Tucumán, Belgrano va conèixer la jove María Dolores Helguero y Liendo, a qui va prometre matrimoni. Però la promesa d'unió mai va arribar a concretar-se, car quan Belgrano va tornar de les seves campanyes, la jove havia estat donada en matrimoni a un altre home. Se sap que es van tornar a veure durant el Congrés de Tucumán, quan ella encara estava casada, i que anys més tard van tenir com a fruit de la seva relació a Manuela Mónica Belgrano, nascuda el 4 de maig de 1819. La nena va viure amb la seva mare fins 1825, quan la germana del seu pare, Juana Belgrano de Chas, la va portar a Buenos Aires. Mònica i el seu mig germà es van conèixer en 1834, després que Rosas complís amb la comanda de Belgrano de revelar-li a Pedro la seva veritable filiació quan fos major d'edat. Mònica es va casar en 1853 amb un parent distant, Manuel Vega Belgrano.
Una altra amant coneguda de Belgrano va ser una francesa que es feia dir mademoiselle (senyoreta) Elisa Pichegru, a qui va conèixer durant la seva missió diplomàtica a Londres. La relació va ser curta i va acabar quan ell va retornar a Buenos Aires. Pichegru, que segons els relats de l'època era una dona aventurera que vestia provocativament, va anar a visitar-lo a Buenos Aires el 1817, però a causa que ell es trobava en el Congrés de Tucumán, se'n va tornar a Europa sense poder veure-ho.

### Arbre genealògic
Els pares de Manuel Belgrano es van casar el 4 de novembre de 1757 a l'Església de la Merced. La mare era portenya, (tot i que el pare i els germans menors que ella eren de Santiago del Estero) i tenia 27 anys quan va néixer Manuel, en el seu sisè part. Va morir a l'agost de 1799. El pare era genovès i va morir al setembre de 1795.

#### Per llinatge patern
|                                                                          |                                                                          |                                                                          |                                                                          |                                                                          |                                                                          |  |  | Pompeio Belgrano / Pompeyo Belgrano (casat amb Marina Belgrano)                                                          | | | | | |  |  |                                                                 |                                                                 |                                                                 |                                                                 |                                                                 |                                                                 |  |  |  |  |  |  |  |  |  |  |  |  |  |  |  |  |  |  |  |  |  |  |
|                                                                          |                                                                          |                                                                          |                                                                          |                                                                          |                                                                          |  |  | | | | | | |  |  |                                                                 |                                                                 |                                                                 |                                                                 |                                                                 |                                                                 |  |  |  |  |  |  |  |  |  |  |  |  |  |  |  |  |  |  |  |  |  |  |
|                                                                          |                                                                          |                                                                          |                                                                          |                                                                          |                                                                          |  |  | | | | | | |  |  |                                                                 |                                                                 |                                                                 |                                                                 |                                                                 |                                                                 |  |  |  |  |  |  |  |  |  |  |  |  |  |  |  |  |  |  |  |  |  |  |
| Agostino Belgrano e Belgrano / Agustín Belgrano y Belgrano               | Agostino Belgrano e Belgrano / Agustín Belgrano y Belgrano               | Agostino Belgrano e Belgrano / Agustín Belgrano y Belgrano               | Agostino Belgrano e Belgrano / Agustín Belgrano y Belgrano               | Agostino Belgrano e Belgrano / Agustín Belgrano y Belgrano               | Agostino Belgrano e Belgrano / Agustín Belgrano y Belgrano               |  |  | Carlo Mattia Belgrano / Carlos Matías Belgrano y Belgrano (casat amb Giovanna del Giudice / Juana del Giúdice)           | Carlo Mattia Belgrano / Carlos Matías Belgrano y Belgrano (casat amb Giovanna del Giudice / Juana del Giúdice)     | Carlo Mattia Belgrano / Carlos Matías Belgrano y Belgrano (casat amb Giovanna del Giudice / Juana del Giúdice)     | Carlo Mattia Belgrano / Carlos Matías Belgrano y Belgrano (casat amb Giovanna del Giudice / Juana del Giúdice)     | Carlo Mattia Belgrano / Carlos Matías Belgrano y Belgrano (casat amb Giovanna del Giudice / Juana del Giúdice)     | Carlo Mattia Belgrano / Carlos Matías Belgrano y Belgrano (casat amb Giovanna del Giudice / Juana del Giúdice)     |  |  | María Virginia Belgrano y Melgrano                              | María Virginia Belgrano y Melgrano                              | María Virginia Belgrano y Melgrano                              | María Virginia Belgrano y Melgrano                              | María Virginia Belgrano y Melgrano                              | María Virginia Belgrano y Melgrano                              |  |  |  |  |  |  |  |  |  |  |  |  |  |  |  |  |  |  |  |  |  |  |
| Agostino Belgrano e Belgrano / Agustín Belgrano y Belgrano               | Agostino Belgrano e Belgrano / Agustín Belgrano y Belgrano               | Agostino Belgrano e Belgrano / Agustín Belgrano y Belgrano               | Agostino Belgrano e Belgrano / Agustín Belgrano y Belgrano               | Agostino Belgrano e Belgrano / Agustín Belgrano y Belgrano               | Agostino Belgrano e Belgrano / Agustín Belgrano y Belgrano               |  |  | Carlo Mattia Belgrano / Carlos Matías Belgrano y Belgrano (casat amb Giovanna del Giudice / Juana del Giúdice)           | Carlo Mattia Belgrano / Carlos Matías Belgrano y Belgrano (casat amb Giovanna del Giudice / Juana del Giúdice)     | Carlo Mattia Belgrano / Carlos Matías Belgrano y Belgrano (casat amb Giovanna del Giudice / Juana del Giúdice)     | Carlo Mattia Belgrano / Carlos Matías Belgrano y Belgrano (casat amb Giovanna del Giudice / Juana del Giúdice)     | Carlo Mattia Belgrano / Carlos Matías Belgrano y Belgrano (casat amb Giovanna del Giudice / Juana del Giúdice)     | Carlo Mattia Belgrano / Carlos Matías Belgrano y Belgrano (casat amb Giovanna del Giudice / Juana del Giúdice)     |  |  | María Virginia Belgrano y Melgrano                              | María Virginia Belgrano y Melgrano                              | María Virginia Belgrano y Melgrano                              | María Virginia Belgrano y Melgrano                              | María Virginia Belgrano y Melgrano                              | María Virginia Belgrano y Melgrano                              |  |  |  |  |  |  |  |  |  |  |  |  |  |  |  |  |  |  |  |  |  |  |
|                                                                          |                                                                          |                                                                          |                                                                          |                                                                          |                                                                          |  |  | | | | | | |  |  |                                                                 |                                                                 |                                                                 |                                                                 |                                                                 |                                                                 |  |  |  |  |  |  |  |  |  |  |  |  |  |  |  |  |  |  |  |  |  |  |
| Rogelio Belgrano del Giúdice                                             | Rogelio Belgrano del Giúdice                                             | Rogelio Belgrano del Giúdice                                             | Rogelio Belgrano del Giúdice                                             | Rogelio Belgrano del Giúdice                                             | Rogelio Belgrano del Giúdice                                             |  |  | Francesco Belgrano del Giudice / Francisco Belgrano del Giúdice (casat amb Ana Bianchi)                                  | Francesco Belgrano del Giudice / Francisco Belgrano del Giúdice (casat amb Ana Bianchi)                            | Francesco Belgrano del Giudice / Francisco Belgrano del Giúdice (casat amb Ana Bianchi)                            | Francesco Belgrano del Giudice / Francisco Belgrano del Giúdice (casat amb Ana Bianchi)                            | Francesco Belgrano del Giudice / Francisco Belgrano del Giúdice (casat amb Ana Bianchi)                            | Francesco Belgrano del Giudice / Francisco Belgrano del Giúdice (casat amb Ana Bianchi)                            |  |  | Tomaso Belgrano / Tomás Belgrano                                | Tomaso Belgrano / Tomás Belgrano                                | Tomaso Belgrano / Tomás Belgrano                                | Tomaso Belgrano / Tomás Belgrano                                | Tomaso Belgrano / Tomás Belgrano                                | Tomaso Belgrano / Tomás Belgrano                                |  |  |  |  |  |  |  |  |  |  |  |  |  |  |  |  |  |  |  |  |  |  |
| Rogelio Belgrano del Giúdice                                             | Rogelio Belgrano del Giúdice                                             | Rogelio Belgrano del Giúdice                                             | Rogelio Belgrano del Giúdice                                             | Rogelio Belgrano del Giúdice                                             | Rogelio Belgrano del Giúdice                                             |  |  | Francesco Belgrano del Giudice / Francisco Belgrano del Giúdice (casat amb Ana Bianchi)                                  | Francesco Belgrano del Giudice / Francisco Belgrano del Giúdice (casat amb Ana Bianchi)                            | Francesco Belgrano del Giudice / Francisco Belgrano del Giúdice (casat amb Ana Bianchi)                            | Francesco Belgrano del Giudice / Francisco Belgrano del Giúdice (casat amb Ana Bianchi)                            | Francesco Belgrano del Giudice / Francisco Belgrano del Giúdice (casat amb Ana Bianchi)                            | Francesco Belgrano del Giudice / Francisco Belgrano del Giúdice (casat amb Ana Bianchi)                            |  |  | Tomaso Belgrano / Tomás Belgrano                                | Tomaso Belgrano / Tomás Belgrano                                | Tomaso Belgrano / Tomás Belgrano                                | Tomaso Belgrano / Tomás Belgrano                                | Tomaso Belgrano / Tomás Belgrano                                | Tomaso Belgrano / Tomás Belgrano                                |  |  |  |  |  |  |  |  |  |  |  |  |  |  |  |  |  |  |  |  |  |  |
|                                                                          |                                                                          |                                                                          |                                                                          |                                                                          |                                                                          |  |  | Carlo Felicce Belgrano Bianchi / Carlos Félix Belgrano Bianchi (casat amb Maria Giussepina Berio / María Josefina Berio) | | | | | |  |  |                                                                 |                                                                 |                                                                 |                                                                 |                                                                 |                                                                 |  |  |  |  |  |  |  |  |  |  |  |  |  |  |  |  |  |  |  |  |  |  |
|                                                                          |                                                                          |                                                                          |                                                                          |                                                                          |                                                                          |  |  | | | | | | |  |  |                                                                 |                                                                 |                                                                 |                                                                 |                                                                 |                                                                 |  |  |  |  |  |  |  |  |  |  |  |  |  |  |  |  |  |  |  |  |  |  |
|                                                                          |                                                                          |                                                                          |                                                                          |                                                                          |                                                                          |  |  | | | | | | |  |  |                                                                 |                                                                 |                                                                 |                                                                 |                                                                 |                                                                 |  |  |  |  |  |  |  |  |  |  |  |  |  |  |  |  |  |  |  |  |  |  |
| Giovanni Battista Belgrano Berio / Juan Bautista Belgrano Berio          | Giovanni Battista Belgrano Berio / Juan Bautista Belgrano Berio          | Giovanni Battista Belgrano Berio / Juan Bautista Belgrano Berio          | Giovanni Battista Belgrano Berio / Juan Bautista Belgrano Berio          | Giovanni Battista Belgrano Berio / Juan Bautista Belgrano Berio          | Giovanni Battista Belgrano Berio / Juan Bautista Belgrano Berio          |  |  | Carlo Niccolò Felicce Belgrano Berio / Carlos Nicolás Félix Belgrano Berio (casat amb María Gentile Peri Tiragalo)       | Carlo Niccolò Felicce Belgrano Berio / Carlos Nicolás Félix Belgrano Berio (casat amb María Gentile Peri Tiragalo) | Carlo Niccolò Felicce Belgrano Berio / Carlos Nicolás Félix Belgrano Berio (casat amb María Gentile Peri Tiragalo) | Carlo Niccolò Felicce Belgrano Berio / Carlos Nicolás Félix Belgrano Berio (casat amb María Gentile Peri Tiragalo) | Carlo Niccolò Felicce Belgrano Berio / Carlos Nicolás Félix Belgrano Berio (casat amb María Gentile Peri Tiragalo) | Carlo Niccolò Felicce Belgrano Berio / Carlos Nicolás Félix Belgrano Berio (casat amb María Gentile Peri Tiragalo) |  |  | Francesco Belgrano Berio / Francisco Belgrano Berio             | Francesco Belgrano Berio / Francisco Belgrano Berio             | Francesco Belgrano Berio / Francisco Belgrano Berio             | Francesco Belgrano Berio / Francisco Belgrano Berio             | Francesco Belgrano Berio / Francisco Belgrano Berio             | Francesco Belgrano Berio / Francisco Belgrano Berio             |  |  |  |  |  |  |  |  |  |  |  |  |  |  |  |  |  |  |  |  |  |  |
| Giovanni Battista Belgrano Berio / Juan Bautista Belgrano Berio          | Giovanni Battista Belgrano Berio / Juan Bautista Belgrano Berio          | Giovanni Battista Belgrano Berio / Juan Bautista Belgrano Berio          | Giovanni Battista Belgrano Berio / Juan Bautista Belgrano Berio          | Giovanni Battista Belgrano Berio / Juan Bautista Belgrano Berio          | Giovanni Battista Belgrano Berio / Juan Bautista Belgrano Berio          |  |  | Carlo Niccolò Felicce Belgrano Berio / Carlos Nicolás Félix Belgrano Berio (casat amb María Gentile Peri Tiragalo)       | Carlo Niccolò Felicce Belgrano Berio / Carlos Nicolás Félix Belgrano Berio (casat amb María Gentile Peri Tiragalo) | Carlo Niccolò Felicce Belgrano Berio / Carlos Nicolás Félix Belgrano Berio (casat amb María Gentile Peri Tiragalo) | Carlo Niccolò Felicce Belgrano Berio / Carlos Nicolás Félix Belgrano Berio (casat amb María Gentile Peri Tiragalo) | Carlo Niccolò Felicce Belgrano Berio / Carlos Nicolás Félix Belgrano Berio (casat amb María Gentile Peri Tiragalo) | Carlo Niccolò Felicce Belgrano Berio / Carlos Nicolás Félix Belgrano Berio (casat amb María Gentile Peri Tiragalo) |  |  | Francesco Belgrano Berio / Francisco Belgrano Berio             | Francesco Belgrano Berio / Francisco Belgrano Berio             | Francesco Belgrano Berio / Francisco Belgrano Berio             | Francesco Belgrano Berio / Francisco Belgrano Berio             | Francesco Belgrano Berio / Francisco Belgrano Berio             | Francesco Belgrano Berio / Francisco Belgrano Berio             |  |  |  |  |  |  |  |  |  |  |  |  |  |  |  |  |  |  |  |  |  |  |
|                                                                          |                                                                          |                                                                          |                                                                          |                                                                          |                                                                          |  |  | | | | | | |  |  |                                                                 |                                                                 |                                                                 |                                                                 |                                                                 |                                                                 |  |  |  |  |  |  |  |  |  |  |  |  |  |  |  |  |  |  |  |  |  |  |
| Giovanni Agostino Maria Belgrano Peri / Juan Agustín María Belgrano Peri | Giovanni Agostino Maria Belgrano Peri / Juan Agustín María Belgrano Peri | Giovanni Agostino Maria Belgrano Peri / Juan Agustín María Belgrano Peri | Giovanni Agostino Maria Belgrano Peri / Juan Agustín María Belgrano Peri | Giovanni Agostino Maria Belgrano Peri / Juan Agustín María Belgrano Peri | Giovanni Agostino Maria Belgrano Peri / Juan Agustín María Belgrano Peri |  |  | Domenico Francesco Gaetano Belgrano Peri / Domingo Francisco Cayetano Belgrano Peri (Pare)                               | Domenico Francesco Gaetano Belgrano Peri / Domingo Francisco Cayetano Belgrano Peri (Pare)                         | Domenico Francesco Gaetano Belgrano Peri / Domingo Francisco Cayetano Belgrano Peri (Pare)                         | Domenico Francesco Gaetano Belgrano Peri / Domingo Francisco Cayetano Belgrano Peri (Pare)                         | Domenico Francesco Gaetano Belgrano Peri / Domingo Francisco Cayetano Belgrano Peri (Pare)                         | Domenico Francesco Gaetano Belgrano Peri / Domingo Francisco Cayetano Belgrano Peri (Pare)                         |  |  | Niccolò Ambrogio Belgrano Peri / Nicolás Ambrosio Belgrano Peri | Niccolò Ambrogio Belgrano Peri / Nicolás Ambrosio Belgrano Peri | Niccolò Ambrogio Belgrano Peri / Nicolás Ambrosio Belgrano Peri | Niccolò Ambrogio Belgrano Peri / Nicolás Ambrosio Belgrano Peri | Niccolò Ambrogio Belgrano Peri / Nicolás Ambrosio Belgrano Peri | Niccolò Ambrogio Belgrano Peri / Nicolás Ambrosio Belgrano Peri |  |  |  |  |  |  |  |  |  |  |  |  |  |  |  |  |  |  |  |  |  |  |

#### Per llinatge matern
|                         |                         |                         |                         |                         |                         |  |  | José de Islas                                                  |                                                                |                                                                |                                                                |                                                                |                                                                |  |  |                     |                     |                     |                     |                     |                     |  |  |                |                |                |                |                |                |  |  |  |  |  |  |  |  |  |  |  |  |  |  |  |  |  |  |  |  |
|                         |                         |                         |                         |                         |                         |  |  |                                                                |                                                                |                                                                |                                                                |                                                                |                                                                |  |  |                     |                     |                     |                     |                     |                     |  |  |                |                |                |                |                |                |  |  |  |  |  |  |  |  |  |  |  |  |  |  |  |  |  |  |  |  |
|                         |                         |                         |                         |                         |                         |  |  |                                                                |                                                                |                                                                |                                                                |                                                                |                                                                |  |  |                     |                     |                     |                     |                     |                     |  |  |                |                |                |                |                |                |  |  |  |  |  |  |  |  |  |  |  |  |  |  |  |  |  |  |  |  |
| José Baltasar de Islas  | José Baltasar de Islas  | José Baltasar de Islas  | José Baltasar de Islas  | José Baltasar de Islas  | José Baltasar de Islas  |  |  | Lucía de Islas y Alba                                          | Lucía de Islas y Alba                                          | Lucía de Islas y Alba                                          | Lucía de Islas y Alba                                          | Lucía de Islas y Alba                                          | Lucía de Islas y Alba                                          |  |  | Juan de Islas       | Juan de Islas       | Juan de Islas       | Juan de Islas       | Juan de Islas       | Juan de Islas       |  |  | Juana de Islas | Juana de Islas | Juana de Islas | Juana de Islas | Juana de Islas | Juana de Islas |  |  |  |  |  |  |  |  |  |  |  |  |  |  |  |  |  |  |  |  |
| José Baltasar de Islas  | José Baltasar de Islas  | José Baltasar de Islas  | José Baltasar de Islas  | José Baltasar de Islas  | José Baltasar de Islas  |  |  | Lucía de Islas y Alba                                          | Lucía de Islas y Alba                                          | Lucía de Islas y Alba                                          | Lucía de Islas y Alba                                          | Lucía de Islas y Alba                                          | Lucía de Islas y Alba                                          |  |  | Juan de Islas       | Juan de Islas       | Juan de Islas       | Juan de Islas       | Juan de Islas       | Juan de Islas       |  |  | Juana de Islas | Juana de Islas | Juana de Islas | Juana de Islas | Juana de Islas | Juana de Islas |  |  |  |  |  |  |  |  |  |  |  |  |  |  |  |  |  |  |  |  |
|                         |                         |                         |                         |                         |                         |  |  |                                                                |                                                                |                                                                |                                                                |                                                                |                                                                |  |  |                     |                     |                     |                     |                     |                     |  |  |                |                |                |                |                |                |  |  |  |  |  |  |  |  |  |  |  |  |  |  |  |  |  |  |  |  |
| Gregoria González Islas | Gregoria González Islas | Gregoria González Islas | Gregoria González Islas | Gregoria González Islas | Gregoria González Islas |  |  | Juan José González Islas (casat amb María Inés Casero Ramírez) | Juan José González Islas (casat amb María Inés Casero Ramírez) | Juan José González Islas (casat amb María Inés Casero Ramírez) | Juan José González Islas (casat amb María Inés Casero Ramírez) | Juan José González Islas (casat amb María Inés Casero Ramírez) | Juan José González Islas (casat amb María Inés Casero Ramírez) |  |  | José González Islas | José González Islas | José González Islas | José González Islas | José González Islas | José González Islas |  |  |                |                |                |                |                |                |  |  |  |  |  |  |  |  |  |  |  |  |  |  |  |  |  |  |  |  |
| Gregoria González Islas | Gregoria González Islas | Gregoria González Islas | Gregoria González Islas | Gregoria González Islas | Gregoria González Islas |  |  | Juan José González Islas (casat amb María Inés Casero Ramírez) | Juan José González Islas (casat amb María Inés Casero Ramírez) | Juan José González Islas (casat amb María Inés Casero Ramírez) | Juan José González Islas (casat amb María Inés Casero Ramírez) | Juan José González Islas (casat amb María Inés Casero Ramírez) | Juan José González Islas (casat amb María Inés Casero Ramírez) |  |  | José González Islas | José González Islas | José González Islas | José González Islas | José González Islas | José González Islas |  |  |                |                |                |                |                |                |  |  |  |  |  |  |  |  |  |  |  |  |  |  |  |  |  |  |  |  |
|                         |                         |                         |                         |                         |                         |  |  | María Josefa González Islas y Casero (Mare)                    |                                                                |                                                                |                                                                |                                                                |                                                                |  |  |                     |                     |                     |                     |                     |                     |  |  |                |                |                |                |                |                |  |  |  |  |  |  |  |  |  |  |  |  |  |  |  |  |  |  |  |  |

## Numismàtica

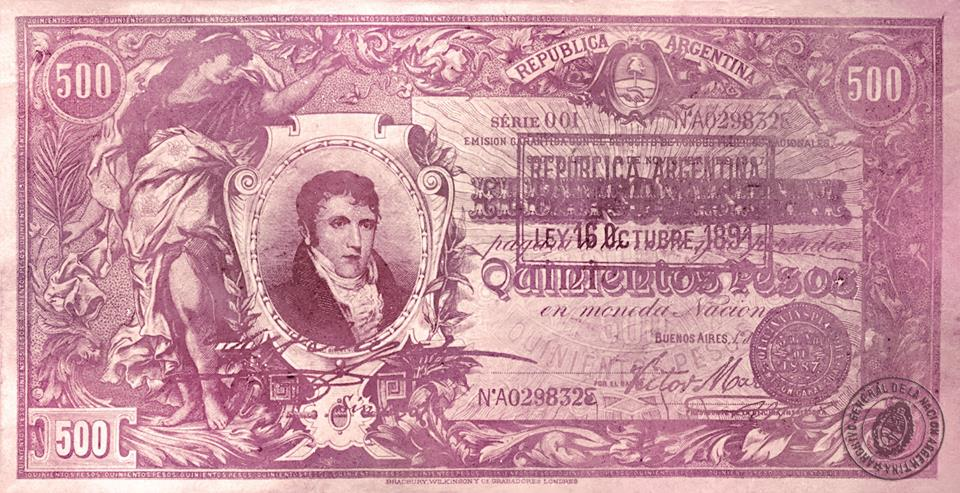
Bitllet de 500 pesos amb la imatge de Belgrano

Belgrano va ser retratat en un important nombre de bitllets de la història numismàtica de l'Argentina.
Va figurar per primer cop en els Pesos Ley 18.188, en els bitllets d'1, 5 i 10 pesos.
En el peso argentí se li va reservar el bitllet de 10.000.
Per als bitllets de l'Austral es va triar la sèrie de Presidents de la Nació Argentina, un conjunt de pròcers que no incloïa a Belgrano, tot i que els bitllets de 10.000 pesos argentins van ser resellats per circular com bitllets de 10 australs.
El peso convertible inclou a Belgrano en els bitllets de 10 pesos, les sèries de 1997 i 2002 només van modificar detalls menors.

## Cinematografia
S'han realitzat diverses pel·lícules sobre Belgrano; la primera es va titolar «Bajo el signo de la Patria» (Sota el signe de la Pàtria), dirigida per René Mugica el 1971, en la que Ignacio Quirós va protagonitzar al prócer, i que narrava la vida de Belgrano des que va prendre el comandament de l'exèrcit del nord fins que va triomfar a la batalla de Salta.
El cineasta Sebastián Pivotto va filmar una pel·lícula de Manuel Belgrano produïda per Juan José Campanella com a part de la celebració del Bicentenari de l'Argentina. El paper de Belgrano ho va interpretar l'actor Pablo Rago, i l'actriu Valeria Bertuccelli a Josefa Ezcurra. Es va basar en els deu últims anys de vida del pròcer.